# Circuitul WTA 2022
WTA Tour 2022 este o serie de turnee de tenis pentru femei, organizate de Asociația de Tenis pentru Femei (WTA) pentru sezonul 2022 de tenis. Calendarul turneului WTA 2022 cuprinde turneele de Grand Slam (supravegheate de Federația Internațională de Tenis), turneele WTA 1000, turneele WTA 500, turneele WTA 250, Cupa Billie Jean King (organizată de ITF) și campionatele de final de an (finala WTA și WTA Elite Trophy).
La 2 decembrie 2021, președintele WTA, Steve Simon, a anunțat că toate turneele programate să aibă loc atât în China, cât și în Hong Kong sunt suspendate începând cu 2022, din cauza îngrijorărilor cu privire la siguranța sportivei chineze Peng Shuai, după acuzațiile acesteia de viol împotriva lui Zhang Gaoli, un membru de rang înalt al Partidului Comunist Chinez.
Ca parte a reacției sportive internaționale la invazia rusă a Ucrainei, WTA, ATP (Association of Tennis Professionals), ITF și cele patru turnee de Grand Slam au anunțat împreună că jucătorii din Belarus și Rusia nu vor avea voie să joace sub nume sau steaguri ale țărilor lor, dar rămân eligibili pentru a juca evenimente până la o nouă notificare. La 20 mai 2022, ATP și WTA au anunțat că punctele de clasament pentru turneul de la Wimbledon nu vor fi acordate, din cauza unei decizii a All England Club care interzice oricărui jucător din Belarus sau Rusia să participe la turneu.

## Lista cronologică a turneelor
Legendă
| Turnee de Grand Slam     |
| Turneul Campioanelor     |
| WTA 1000 (Mandatory)     |
| WTA 1000 (non-Mandatory) |
| WTA 500                  |
| WTA 250                  |
| Evenimente de echipă     |

### Ianuarie
| Săptămâna               | Turneu                                                                                           | Campioni                                                 | Finaliști                             | Semifinaliști                   | Sfert-finaliști                                                       |
| ----------------------- | ------------------------------------------------------------------------------------------------ | -------------------------------------------------------- | ------------------------------------- | ------------------------------- | --------------------------------------------------------------------- |
| 3 ianuarie              | Adelaide International 1 Adelaide, Australia WTA 500 703.580 $ – Dură – 30S/24Q/16D              | Ashleigh Barty 6–3, 6–2                                  | Elena Rîbakina                        | Iga Świątek Misaki Doi          | Sofia Kenin Victoria Azarenka Shelby Rogers Kaja Juvan                |
| 3 ianuarie              | Adelaide International 1 Adelaide, Australia WTA 500 703.580 $ – Dură – 30S/24Q/16D              | Ashleigh Barty Storm Sanders 6–1, 6–4                    | Darija Jurak Schreiber Andreja Klepač | Iga Świątek Misaki Doi          | Sofia Kenin Victoria Azarenka Shelby Rogers Kaja Juvan                |
| 3 ianuarie              | Melbourne Summer Set 1 Melbourne, Australia WTA 250 239.477 $ – Dură – 32S/24Q/16D               | Simona Halep 6–2, 6–3                                    | Veronika Kudermetova                  | Naomi Osaka Zheng Qinwen        | Andrea Petkovic Anastasia Potapova Ana Konjuh Viktorija Golubic       |
| 3 ianuarie              | Melbourne Summer Set 1 Melbourne, Australia WTA 250 239.477 $ – Dură – 32S/24Q/16D               | Asia Muhammad Jessica Pegula 6–3, 6–1                    | Sara Errani Jasmine Paolini           | Naomi Osaka Zheng Qinwen        | Andrea Petkovic Anastasia Potapova Ana Konjuh Viktorija Golubic       |
| 3 ianuarie              | Melbourne Summer Set 2 Melbourne, Australia WTA 250 239.477 $ – Dură – 32S/24Q/16D               | Amanda Anisimova 7–5, 1–6, 6–4                           | Aliaksandra Sasnovich                 | Daria Kasatkina Ann Li          | Irina-Camelia Begu Nuria Párrizas Díaz Kamilla Rakhimova Clara Tauson |
| 3 ianuarie              | Melbourne Summer Set 2 Melbourne, Australia WTA 250 239.477 $ – Dură – 32S/24Q/16D               | Bernarda Pera Kateřina Siniaková 6–2, 6–7(7–9), [10–5]   | Tereza Martincová Mayar Sherif        | Daria Kasatkina Ann Li          | Irina-Camelia Begu Nuria Párrizas Díaz Kamilla Rakhimova Clara Tauson |
| 10 ianuarie             | Sydney International Sydney, Australia WTA 500 703.580 $ – Dură – 30S/24Q/16D                    | Paula Badosa 6–3, 4–6, 7–6(7–4)                          | Barbora Krejčíková                    | Anett Kontaveit Daria Kasatkina | Caroline Garcia Ons Jabeur Belinda Bencic Garbiñe Muguruza            |
| 10 ianuarie             | Sydney International Sydney, Australia WTA 500 703.580 $ – Dură – 30S/24Q/16D                    | Anna Danilina Beatriz Haddad Maia 4–6, 7–5, [10–8]       | Vivian Heisen Panna Udvardy           | Anett Kontaveit Daria Kasatkina | Caroline Garcia Ons Jabeur Belinda Bencic Garbiñe Muguruza            |
| 10 ianuarie             | Adelaide International 2 Adelaide, Australia WTA 250 239.477 $ – Dură – 32S/24Q/16D              | Madison Keys 6–1, 6–2                                    | Alison Riske                          | Tamara Zidanšek Coco Gauff      | Madison Brengle Lauren Davis Ana Konjuh Liudmila Samsonova            |
| 10 ianuarie             | Adelaide International 2 Adelaide, Australia WTA 250 239.477 $ – Dură – 32S/24Q/16D              | Eri Hozumi Makoto Ninomiya 1–6, 7–6(7–4), [10–7]         | Tereza Martincová Markéta Vondroušová | Tamara Zidanšek Coco Gauff      | Madison Brengle Lauren Davis Ana Konjuh Liudmila Samsonova            |
| 17 ianuarie 24 ianuarie | Australian Open Melbourne, Australia Grand Slam – Dură – 128S/128Q/64D/32X Simplu – Dublu – Mixt | Ashleigh Barty 6–3, 7–6(7–2)                             | Danielle Collins                      | Madison Keys Iga Świątek        | Jessica Pegula Barbora Krejčíková Alizé Cornet Kaia Kanepi            |
| 17 ianuarie 24 ianuarie | Australian Open Melbourne, Australia Grand Slam – Dură – 128S/128Q/64D/32X Simplu – Dublu – Mixt | Barbora Krejčíková Kateřina Siniaková 6–7(3–7), 6–4, 6–4 | Anna Danilina Beatriz Haddad Maia     | Madison Keys Iga Świątek        | Jessica Pegula Barbora Krejčíková Alizé Cornet Kaia Kanepi            |
| 17 ianuarie 24 ianuarie | Australian Open Melbourne, Australia Grand Slam – Dură – 128S/128Q/64D/32X Simplu – Dublu – Mixt | Kristina Mladenovic Ivan Dodig 6–3, 6–4                  | Jaimee Fourlis Jason Kubler           | Madison Keys Iga Świątek        | Jessica Pegula Barbora Krejčíková Alizé Cornet Kaia Kanepi            |

### Februarie
| Săptămâna    | Turneu | Campioni                                               | Finaliști                          | Semifinaliști                           | Sfert-finaliști                                                           |
| ------------ | --- | ------------------------------------------------------ | ---------------------------------- | --------------------------------------- | ------------------------------------------------------------------------- |
| 7 februarie  | Turneul WTA de la Sankt Petersburg Sankt Petersburg, Rusia WTA 500 703.580 $ – Dură – 32S/32Q/16D Simplu – Dublu | Anett Kontaveit 5–7, 7–6(7–4), 7–5                     | Maria Sakkari                      | Irina-Camelia Begu Jeļena Ostapenko     | Elise Mertens Tereza Martincová Aliaksandra Sasnovici Belinda Bencic      |
| 7 februarie  | Turneul WTA de la Sankt Petersburg Sankt Petersburg, Rusia WTA 500 703.580 $ – Dură – 32S/32Q/16D Simplu – Dublu | Anna Kalinskaya Caty McNally 6–3, 6–7(5–7), [10–4]     | Alicja Rosolska Erin Routliffe     | Irina-Camelia Begu Jeļena Ostapenko     | Elise Mertens Tereza Martincová Aliaksandra Sasnovici Belinda Bencic      |
| 14 februarie | Dubai Tennis Championships Dubai, Emiratele Arabe Unite WTA 500 703.580 $ – Dură – 28S/32Q/16D Simplu – Dublu    | Jeļena Ostapenko 6–0, 6–4                              | Veronika Kudermetova               | Simona Halep Markéta Vondroušová        | Petra Kvitová Ons Jabeur Jil Teichmann Daiana Iastremska                  |
| 14 februarie | Dubai Tennis Championships Dubai, Emiratele Arabe Unite WTA 500 703.580 $ – Dură – 28S/32Q/16D Simplu – Dublu    | Veronika Kudermetova Elise Mertens 6–1, 6–3            | Liudmila Kicenok Jeļena Ostapenko  | Simona Halep Markéta Vondroušová        | Petra Kvitová Ons Jabeur Jil Teichmann Daiana Iastremska                  |
| 21 februarie | Qatar Total Open Doha, Qatar WTA 1000 2.331.698 $ – Dură – 56S/32Q/28D Simplu – Dublu                            | Iga Świątek 6–2, 6–0                                   | Anett Kontaveit                    | Maria Sakkari Jeļena Ostapenko          | Arina Sabalenka Coco Gauff Ons Jabeur Garbiñe Muguruza                    |
| 21 februarie | Qatar Total Open Doha, Qatar WTA 1000 2.331.698 $ – Dură – 56S/32Q/28D Simplu – Dublu                            | Coco Gauff Jessica Pegula 3–6, 7–5, [10–5]             | Veronika Kudermetova Elise Mertens | Maria Sakkari Jeļena Ostapenko          | Arina Sabalenka Coco Gauff Ons Jabeur Garbiñe Muguruza                    |
| 21 februarie | Abierto Zapopan Guadalajara, Mexic WTA 250 239.477 $ – Dură – 32S/24Q/16D                                        | Sloane Stephens 7–5, 1–6, 6–2                          | Marie Bouzková                     | Anna Kalinskaya Wang Qiang              | Daria Saville Camila Osorio Sara Sorribes Tormo Anna Karolína Schmiedlová |
| 21 februarie | Abierto Zapopan Guadalajara, Mexic WTA 250 239.477 $ – Dură – 32S/24Q/16D                                        | Kaitlyn Christian Lidziya Marozava 7–5, 6–3            | Wang Xinyu Zhu Lin                 | Anna Kalinskaya Wang Qiang              | Daria Saville Camila Osorio Sara Sorribes Tormo Anna Karolína Schmiedlová |
| 28 februarie | Lyon Open Lyon, Franța WTA 250 239.477 $ – Dură – 32S/24Q/16D                                                    | Zhang Shuai 3–6, 6–3, 6–4                              | Daiana Iastremska                  | Caroline Garcia Sorana Cîrstea          | Alison Van Uytvanck · Vitalia Diatchenko · Jasmine Paolini · Anna Bondár  |
| 28 februarie | Lyon Open Lyon, Franța WTA 250 239.477 $ – Dură – 32S/24Q/16D                                                    | Laura Siegemund · Vera Zvonareva · 7–5, 6–1            | Alicia Barnett Olivia Nicholls     | Caroline Garcia Sorana Cîrstea          | Alison Van Uytvanck · Vitalia Diatchenko · Jasmine Paolini · Anna Bondár  |
| 28 februarie | Monterrey Open Monterrey, Mexic WTA 250 239.477 $ – Dură – 32S/24Q/16D                                           | Leylah Fernandez 6–7(5–7), 6–4, 7–6(7–3)               | Camila Osorio                      | Nuria Párrizas Díaz Beatriz Haddad Maia | Elina Svitolina Sara Sorribes Tormo Marie Bouzková Wang Qiang             |
| 28 februarie | Monterrey Open Monterrey, Mexic WTA 250 239.477 $ – Dură – 32S/24Q/16D                                           | Catherine Harrison Sabrina Santamaria 1–6, 7–5, [10–6] | Han Xinyun · Yana Sizikova         | Nuria Párrizas Díaz Beatriz Haddad Maia | Elina Svitolina Sara Sorribes Tormo Marie Bouzková Wang Qiang             |

### Martie
| Săptămâna           | Turneu | Campioni                                         | Finaliști                            | Semifinaliști                 | Sfert-finaliști                                                     |
| ------------------- | --- | ------------------------------------------------ | ------------------------------------ | ----------------------------- | ------------------------------------------------------------------- |
| 4martie 14 martie   | Indian Wells Masters Indian Wells, Statele Unite WTA 1000 (Mandatory) 8.369.455 $ – Dură – 96S/48Q/32D Simplu – Dublu | Iga Świątek 6–4, 6–1                             | Maria Sakkari                        | Simona Halep Paula Badosa     | Petra Martić · Madison Keys · Veronika Kudermetova · Elena Rîbakina |
| 4martie 14 martie   | Indian Wells Masters Indian Wells, Statele Unite WTA 1000 (Mandatory) 8.369.455 $ – Dură – 96S/48Q/32D Simplu – Dublu | Xu Yifan Yang Zhaoxuan 7–5, 7–6(7–4)             | Asia Muhammad Ena Shibahara          | Simona Halep Paula Badosa     | Petra Martić · Madison Keys · Veronika Kudermetova · Elena Rîbakina |
| 21 martie 28 martie | Miami Open Miami Gardens, Statele Unite WTA 1000 (Mandatory) 8.369.455 $ – Dură – 96S/48Q/32D Simplu – Dublu          | Iga Świątek 6–4, 6–0                             | Naomi Osaka                          | Belinda Bencic Jessica Pegula | Daria Saville Danielle Collins Paula Badosa Petra Kvitová           |
| 21 martie 28 martie | Miami Open Miami Gardens, Statele Unite WTA 1000 (Mandatory) 8.369.455 $ – Dură – 96S/48Q/32D Simplu – Dublu          | Laura Siegemund · Vera Zvonareva · 7–6(7–3), 7–5 | Veronika Kudermetova · Elise Mertens | Belinda Bencic Jessica Pegula | Daria Saville Danielle Collins Paula Badosa Petra Kvitová           |

### Aprilie
| Săptămâna        | Turneu | Campioni | Finaliști | Semifinaliști                            | Sfert-finaliști                                                     |
| ---------------- | --- | --- | --- | ---------------------------------------- | ------------------------------------------------------------------- |
| 4 aprilie        | Charleston Open Charleston, Statele Unite WTA 500 888.636 $ – Zgură (verde) – 56S/32Q/16D Simplu – Dublu | Belinda Bencic 6–1, 5–7, 6–4 | Ons Jabeur | Amanda Anisimova · Ekaterina Alexandrova | CoCo Vandeweghe Anhelina Kalinina Magda Linette Paula Badosa        |
| 4 aprilie        | Charleston Open Charleston, Statele Unite WTA 500 888.636 $ – Zgură (verde) – 56S/32Q/16D Simplu – Dublu | Andreja Klepač Magda Linette 6–2, 4–6, [10–7] | Lucie Hradecká Sania Mirza                                                                                                  | Amanda Anisimova · Ekaterina Alexandrova | CoCo Vandeweghe Anhelina Kalinina Magda Linette Paula Badosa        |
| 4 aprilie        | Copa Colsanitas Bogotá, Colombia WTA 250 239.477 $ – Zgură – 32S/24Q/16D | Tatjana Maria 6–3, 4–6, 6–2 | Laura Pigossi | Camila Osorio · Kamilla Rakhimova        | Elina Avanesyan · Daiana Iastremska · Mirjam Björklund · Irina Bara |
| 4 aprilie        | Copa Colsanitas Bogotá, Colombia WTA 250 239.477 $ – Zgură – 32S/24Q/16D | Astra Sharma Aldila Sutjiadi 4–6, 6–4, [11–9] | Emina Bektas Tara Moore | Camila Osorio · Kamilla Rakhimova        | Elina Avanesyan · Daiana Iastremska · Mirjam Björklund · Irina Bara |
| 11 aprilie       | Runda calificare Billie Jean King Cup Alghero, Italia – dură Asheville, Statele Unite – dură Praga, Republica Cehă – zgură Antalya, Turcia Nur-Sultan, Kazakhstan – zgură Vancouver, Canada – dură 's-Hertogenbosch, Țările de Jos – zgură Radom, Poland – dură | Câștigătorii rundei de calificare · - Italia, 3–1 - Statele Unite, 3–2 - Cehia, 3–2 · Belgia, Walkover - Kazahstan, 3–1 - Canada, 4–0 · Spania, 4–0 · Polonia, 4–0 | Perdanții rundei de calificare · - Franța - Ucraina - Regatul Unit - Belarus - Germania - Letonia - Țările de Jos - România |                                          |                                                                     |
| 18 aprilie       | Stuttgart Grand Prix Stuttgart, Germania WTA 500 703.580 $ – Zgură – 28S/24Q/16D Simplu – Dublu | Iga Świątek 6–2, 6–2 | Arina Sabalenka | Liudmila Samsonova · Paula Badosa        | Emma Răducanu Laura Siegemund Anett Kontaveit Ons Jabeur            |
| 18 aprilie       | Stuttgart Grand Prix Stuttgart, Germania WTA 500 703.580 $ – Zgură – 28S/24Q/16D Simplu – Dublu | Desirae Krawczyk Demi Schuurs 6–3, 6–4 | Coco Gauff Zhang Shuai | Liudmila Samsonova · Paula Badosa        | Emma Răducanu Laura Siegemund Anett Kontaveit Ons Jabeur            |
| 18 aprilie       | İstanbul Cup Istanbul, Turcia WTA 250 239.477 $ – Zgură – 32S/24Q/16D | Anastasia Potapova · 6–3, 6–1 | Veronika Kudermetova | Iulia Putințeva Sorana Cîrstea           | Ajla Tomljanović Sara Sorribes Tormo Anna Bondár Julia Grabher      |
| 18 aprilie       | İstanbul Cup Istanbul, Turcia WTA 250 239.477 $ – Zgură – 32S/24Q/16D | Marie Bouzková Sara Sorribes Tormo 6–3, 6–4 | Natela Dzalamidze · Kamilla Rakhimova                                                                                       | Iulia Putințeva Sorana Cîrstea           | Ajla Tomljanović Sara Sorribes Tormo Anna Bondár Julia Grabher      |
| 25 aprilie 2 mai | Madrid Open Madrid, Spania WTA 1000 (Mandatory) 6.575.560 $ – Zgură – 64S/48Q/30D Simplu – Dublu | Ons Jabeur 7–5, 0–6, 6–2 | Jessica Pegula | Jil Teichmann · Ekaterina Alexandrova    | Anhelina Kalinina Sara Sorribes Tormo Amanda Anisimova Simona Halep |
| 25 aprilie 2 mai | Madrid Open Madrid, Spania WTA 1000 (Mandatory) 6.575.560 $ – Zgură – 64S/48Q/30D Simplu – Dublu | Gabriela Dabrowski Giuliana Olmos 7–6(7–1), 5–7, [10–7] | Desirae Krawczyk Demi Schuurs                                                                                               | Jil Teichmann · Ekaterina Alexandrova    | Anhelina Kalinina Sara Sorribes Tormo Amanda Anisimova Simona Halep |

### Mai
| Săptămâna     | Turneu                                                                                              | Campioni                                                          | Finaliști                         | Semifinaliști                     | Sfert-finaliști                                                      |
| ------------- | --------------------------------------------------------------------------------------------------- | ----------------------------------------------------------------- | --------------------------------- | --------------------------------- | -------------------------------------------------------------------- |
| 9 mai         | Italian Open Roma, Italia WTA 1000 (Non-mandatory) 2.527.250 $ – Zgură – 56S/32Q/28D Simplu – Dublu | Iga Świątek 6–2, 6–2                                              | Ons Jabeur                        | Arina Sabalenka · Daria Kasatkina | Bianca Andreescu Amanda Anisimova Maria Sakkari J Teichmann          |
| 9 mai         | Italian Open Roma, Italia WTA 1000 (Non-mandatory) 2.527.250 $ – Zgură – 56S/32Q/28D Simplu – Dublu | Veronika Kudermetova · Anastasia Pavliucenkova · 1–6, 6–4, [10–7] | Gabriela Dabrowski Giuliana Olmos | Arina Sabalenka · Daria Kasatkina | Bianca Andreescu Amanda Anisimova Maria Sakkari J Teichmann          |
| 16 mai        | Maroc Open Rabat, Maroc WTA 250 251.750 $ – Zgură – 32S/16Q/16D                                     | Martina Trevisan 6–2, 6–1                                         | Claire Liu                        | Lucia Bronzetti Anna Bondár       | Arantxa Rus Nuria Párrizas Díaz Astra Sharma Ajla Tomljanović        |
| 16 mai        | Maroc Open Rabat, Maroc WTA 250 251.750 $ – Zgură – 32S/16Q/16D                                     | Eri Hozumi Makoto Ninomiya 6–7(7–9), 6–3, [10–8]                  | Monica Niculescu Alexandra Panova | Lucia Bronzetti Anna Bondár       | Arantxa Rus Nuria Párrizas Díaz Astra Sharma Ajla Tomljanović        |
| 16 mai        | Internationaux de Strasbourg Strasbourg, Franța WTA 250 251.750 $ – Zgură – 32S/16Q/16D             | Angelique Kerber 7–6(7–5), 6–7(0–7), 7–6(7–5)                     | Kaja Juvan                        | Karolína Plíšková Océane Dodin    | Maryna Zanevska Elise Mertens Viktorija Golubic Magda Linette        |
| 16 mai        | Internationaux de Strasbourg Strasbourg, Franța WTA 250 251.750 $ – Zgură – 32S/16Q/16D             | Nicole Melichar-Martinez Daria Saville 5–7, 7–5, [10–6]           | Lucie Hradecká Sania Mirza        | Karolína Plíšková Océane Dodin    | Maryna Zanevska Elise Mertens Viktorija Golubic Magda Linette        |
| 23 mai 30 mai | French Open Paris, Franța Grand Slam 21.256.800 € – Zgură – 128S/128Q/64D/32X Simplu – Dublu – Mixt | Iga Świątek 6–1, 6–3                                              | Coco Gauff                        | Daria Kasatkina Martina Trevisan  | Jessica Pegula Veronika Kudermetova Leylah Fernandez Sloane Stephens |
| 23 mai 30 mai | French Open Paris, Franța Grand Slam 21.256.800 € – Zgură – 128S/128Q/64D/32X Simplu – Dublu – Mixt | Caroline Garcia Kristina Mladenovic 2–6, 6–3, 6–2                 | Coco Gauff Jessica Pegula         | Daria Kasatkina Martina Trevisan  | Jessica Pegula Veronika Kudermetova Leylah Fernandez Sloane Stephens |
| 23 mai 30 mai | French Open Paris, Franța Grand Slam 21.256.800 € – Zgură – 128S/128Q/64D/32X Simplu – Dublu – Mixt | Ena Shibahara Wesley Koolhof 7–6(7–5), 6–2                        | Ulrikke Eikeri Joran Vliegen      | Daria Kasatkina Martina Trevisan  | Jessica Pegula Veronika Kudermetova Leylah Fernandez Sloane Stephens |

### Iunie
| Săptămâna        | Turneu                                                                                                   | Campioni                                         | Finaliști                          | Semifinaliști                       | Sfert-finaliști                                                              |
| ---------------- | --- | ------------------------------------------------ | ---------------------------------- | ----------------------------------- | ---------------------------------------------------------------------------- |
| 6 iunie          | Rosmalen Open s-Hertogenbosch, Țările de Jos WTA 250 251.750 $ – Iarbă – 32S/24Q/16D                     | Ekaterina Alexandrova 7–5, 6–0                   | Arina Sabalenka                    | Shelby Rogers Veronika Kudermetova  | Alison Van Uytvanck Kirsten Flipkens Caty McNally Belinda Bencic             |
| 6 iunie          | Rosmalen Open s-Hertogenbosch, Țările de Jos WTA 250 251.750 $ – Iarbă – 32S/24Q/16D                     | Ellen Perez Tamara Zidanšek 6–3, 5–7, [12–10]    | Veronika Kudermetova Elise Mertens | Shelby Rogers Veronika Kudermetova  | Alison Van Uytvanck Kirsten Flipkens Caty McNally Belinda Bencic             |
| 6 iunie          | Nottingham Open Nottingham, Regatul Unit WTA 250 251.750 $ – Iarbă – 32S/16Q/16D                         | Beatriz Haddad Maia 6–4, 1–6, 6–3                | Alison Riske                       | Tereza Martincová Viktorija Golubic | Maria Sakkari Zhang Shuai Harriet Dart Ajla Tomljanović                      |
| 6 iunie          | Nottingham Open Nottingham, Regatul Unit WTA 250 251.750 $ – Iarbă – 32S/16Q/16D                         | Beatriz Haddad Maia Zhang Shuai 7–6(7–2), 6–3    | Caroline Dolehide Monica Niculescu | Tereza Martincová Viktorija Golubic | Maria Sakkari Zhang Shuai Harriet Dart Ajla Tomljanović                      |
| 13 iunie         | German Open Berlin, Germania WTA 500 757.900 $ – Iarbă – 28S/24Q/16D Simplu – Dublu                      | Ons Jabeur 6–3, 2–1, ret.                        | Belinda Bencic                     | Coco Gauff Maria Sakkari            | Aliaksandra Sasnovici Karolína Plíšková Veronika Kudermetova Daria Kasatkina |
| 13 iunie         | German Open Berlin, Germania WTA 500 757.900 $ – Iarbă – 28S/24Q/16D Simplu – Dublu                      | Storm Sanders Kateřina Siniaková 6–4, 6–3        | Alizé Cornet Jil Teichmann         | Coco Gauff Maria Sakkari            | Aliaksandra Sasnovici Karolína Plíšková Veronika Kudermetova Daria Kasatkina |
| 13 iunie         | Birmingham Classic Birmingham, Regatul Unit WTA 250 251.750 $ – Iarbă – 32S/24Q/16D                      | Beatriz Haddad Maia 5–4, ret.                    | Zhang Shuai                        | Sorana Cîrstea Simona Halep         | Daiana Iastremska Donna Vekić Camila Giorgi Katie Boulter                    |
| 13 iunie         | Birmingham Classic Birmingham, Regatul Unit WTA 250 251.750 $ – Iarbă – 32S/24Q/16D                      | Liudmila Kicenok Jeļena Ostapenko walkover       | Elise Mertens Zhang Shuai          | Sorana Cîrstea Simona Halep         | Daiana Iastremska Donna Vekić Camila Giorgi Katie Boulter                    |
| 20 iunie         | Eastbourne International Eastbourne, Regatul Unit WTA 500 757.900 $ – Iarbă – 32S/24Q/16D Simplu – Dublu | Petra Kvitová 6–3, 6–2                           | Jeļena Ostapenko                   | Beatriz Haddad Maia Camila Giorgi   | Lesia Tsurenko Harriet Dart Anhelina Kalinina Viktoriya Tomova               |
| 20 iunie         | Eastbourne International Eastbourne, Regatul Unit WTA 500 757.900 $ – Iarbă – 32S/24Q/16D Simplu – Dublu | Aleksandra Krunić Magda Linette walkover         | Liudmila Kicenok Jeļena Ostapenko  | Beatriz Haddad Maia Camila Giorgi   | Lesia Tsurenko Harriet Dart Anhelina Kalinina Viktoriya Tomova               |
| 20 iunie         | Bad Homburg Open Bad Homburg, Germania WTA 250 251.750 $ – Iarbă – 32S/8Q/16D                            | Caroline Garcia 6–7(5–7), 6–4, 6–4               | Bianca Andreescu                   | Simona Halep Alizé Cornet           | Daria Kasatkina Amanda Anisimova Angelique Kerber Sabine Lisicki             |
| 20 iunie         | Bad Homburg Open Bad Homburg, Germania WTA 250 251.750 $ – Iarbă – 32S/8Q/16D                            | Eri Hozumi Makoto Ninomiya 6–4, 6–7(5–7), [10–5] | Alicja Rosolska Erin Routliffe     | Simona Halep Alizé Cornet           | Daria Kasatkina Amanda Anisimova Angelique Kerber Sabine Lisicki             |
| 27 iunie 4 iulie | Wimbledon Londra, Regatul Unit Grand Slam 35.016.000 £ – Iarbă – 128S/128Q/64D/48X Simplu – Dublu – Mixt | Elena Rîbakina 3–6, 6–2, 6–2                     | Ons Jabeur                         | Simona Halep Tatjana Maria          | Ajla Tomljanović Amanda Anisimova Marie Bouzková Jule Niemeier               |
| 27 iunie 4 iulie | Wimbledon Londra, Regatul Unit Grand Slam 35.016.000 £ – Iarbă – 128S/128Q/64D/48X Simplu – Dublu – Mixt | Barbora Krejčíková Kateřina Siniaková 6–2, 6–4   | Elise Mertens Zhang Shuai          | Simona Halep Tatjana Maria          | Ajla Tomljanović Amanda Anisimova Marie Bouzková Jule Niemeier               |
| 27 iunie 4 iulie | Wimbledon Londra, Regatul Unit Grand Slam 35.016.000 £ – Iarbă – 128S/128Q/64D/48X Simplu – Dublu – Mixt | Neal Skupski Desirae Krawczyk 6–4, 6–3           | Matthew Ebden Samantha Stosur      | Simona Halep Tatjana Maria          | Ajla Tomljanović Amanda Anisimova Marie Bouzková Jule Niemeier               |

### Iulie
| Săptămâna | Turneu                                                                                         | Campioni                                                | Finaliști                            | Semifinaliști                       | Sfert-finaliști                                                             |
| --------- | ---------------------------------------------------------------------------------------------- | ------------------------------------------------------- | ------------------------------------ | ----------------------------------- | --------------------------------------------------------------------------- |
| 11 iulie  | Ladies Open Lausanne Lausanne, Elveția WTA 250 251.750 $ – Zgură – 32S/24Q/16D                 | Petra Martić 6–4, 6–2                                   | Olga Danilović                       | Anastasia Potapova Caroline Garcia  | Simona Waltert Jule Niemeier Sara Sorribes Tormo Belinda Bencic             |
| 11 iulie  | Ladies Open Lausanne Lausanne, Elveția WTA 250 251.750 $ – Zgură – 32S/24Q/16D                 | Olga Danilović Kristina Mladenovic walkover             | Ulrikke Eikeri Tamara Zidanšek       | Anastasia Potapova Caroline Garcia  | Simona Waltert Jule Niemeier Sara Sorribes Tormo Belinda Bencic             |
| 11 iulie  | Budapest Grand Prix Budapesta, Ungaria WTA 250 251.750 $ – Zgură – 32S/24Q/16D                 | Bernarda Pera 6–3, 6–3                                  | Aleksandra Krunić                    | Iulia Putințeva Anna Bondár         | Wang Xiyu Lesia Tsurenko Elisabetta Cocciaretto Martina Trevisan            |
| 11 iulie  | Budapest Grand Prix Budapesta, Ungaria WTA 250 251.750 $ – Zgură – 32S/24Q/16D                 | Ekaterine Gorgodze Oksana Kalashnikova 1–6, 6–4, [10–6] | Katarzyna Piter Kimberley Zimmermann | Iulia Putințeva Anna Bondár         | Wang Xiyu Lesia Tsurenko Elisabetta Cocciaretto Martina Trevisan            |
| 18 iulie  | Hamburg European Open Hamburg, Germania WTA 250 251.750 $ – Zgură – 32S/24Q/16D Simplu – Dublu | Bernarda Pera 6–2, 6–4                                  | Anett Kontaveit                      | Anastasia Potapova Maryna Zanevska  | Andrea Petkovic Barbora Krejčíková Aliaksandra Sasnovici Kateřina Siniaková |
| 18 iulie  | Hamburg European Open Hamburg, Germania WTA 250 251.750 $ – Zgură – 32S/24Q/16D Simplu – Dublu | Sophie Chang Angela Kulikov 6–3, 4–6, [10–6]            | Miyu Kato Aldila Sutjiadi            | Anastasia Potapova Maryna Zanevska  | Andrea Petkovic Barbora Krejčíková Aliaksandra Sasnovici Kateřina Siniaková |
| 18 iulie  | Palermo International Palermo, Italia WTA 250 251.750 $ – Zgură – 32S/24Q/16D                  | Irina-Camelia Begu 6–2, 6–2                             | Lucia Bronzetti                      | Jasmine Paolini Sara Sorribes Tormo | Caroline Garcia Nuria Párrizas Díaz Anna Bondár Diane Parry                 |
| 18 iulie  | Palermo International Palermo, Italia WTA 250 251.750 $ – Zgură – 32S/24Q/16D                  | Anna Bondár Kimberley Zimmermann 6–3, 6–2               | Amina Anshba Panna Udvardy           | Jasmine Paolini Sara Sorribes Tormo | Caroline Garcia Nuria Párrizas Díaz Anna Bondár Diane Parry                 |
| 25 iulie  | Poland Open Varșovia, Polonia WTA 250 251.750 $ – Zgură – 32S/24Q/16D                          | Caroline Garcia 6–4, 6–1                                | Ana Bogdan                           | Jasmine Paolini Kateryna Baindl     | Iga Świątek Viktorija Golubic Petra Martić Laura Pigossi                    |
| 25 iulie  | Poland Open Varșovia, Polonia WTA 250 251.750 $ – Zgură – 32S/24Q/16D                          | Anna Danilina Anna-Lena Friedsam 6–4, 5–7, [10–5]       | Katarzyna Kawa Alicja Rosolska       | Jasmine Paolini Kateryna Baindl     | Iga Świątek Viktorija Golubic Petra Martić Laura Pigossi                    |
| 25 iulie  | Praga Open Praga, Republica Cehă WTA 250 251.750 $ – Zgură – 32S/24Q/16D                       | Marie Bouzková 6–0, 6–3                                 | Anastasia Potapova                   | Wang Qiang Linda Nosková            | Anett Kontaveit Magda Linette Oksana Selekhmeteva Nao Hibino                |
| 25 iulie  | Praga Open Praga, Republica Cehă WTA 250 251.750 $ – Zgură – 32S/24Q/16D                       | Anastasia Potapova Yana Sizikova 6–3, 6–4               | Angelina Gabueva Anastasia Zakharova | Wang Qiang Linda Nosková            | Anett Kontaveit Magda Linette Oksana Selekhmeteva Nao Hibino                |

### August
| Săptămâna              | Turneu                                                                                                   | Campioni                                            | Finaliști                               | Semifinaliști                     | Sfert-finaliști                                                |
| ---------------------- | --- | --------------------------------------------------- | --------------------------------------- | --------------------------------- | -------------------------------------------------------------- |
| 1 august               | Silicon Valley Classic San Jose, Statele Unite WTA 500 757.900 $ – Dură – 28S/24Q/16D Simplu – Dublu     | Daria Kasatkina 6–7(2–7), 6–1, 6–2                  | Shelby Rogers                           | Veronika Kudermetova Paula Badosa | Amanda Anisimova Ons Jabeur Arina Sabalenka Coco Gauff         |
| 1 august               | Silicon Valley Classic San Jose, Statele Unite WTA 500 757.900 $ – Dură – 28S/24Q/16D Simplu – Dublu     | Xu Yifan Yang Zhaoxuan 7–5, 6–0                     | Shuko Aoyama Chan Hao-ching             | Veronika Kudermetova Paula Badosa | Amanda Anisimova Ons Jabeur Arina Sabalenka Coco Gauff         |
| 1 august               | Washington Open Washington DC, Statele Unite WTA 250 251.750 $ – Dură – 32S/16Q/16D Simplu – Dublu       | Liudmila Samsonova 4–6, 6–3, 6–3                    | Kaia Kanepi                             | Daria Saville Wang Xiyu           | Rebecca Marino Anna Kalinskaia Victoria Azarenka Emma Răducanu |
| 1 august               | Washington Open Washington DC, Statele Unite WTA 250 251.750 $ – Dură – 32S/16Q/16D Simplu – Dublu       | Jessica Pegula Erin Routliffe 6–3, 5–7, [12–10]     | Anna Kalinskaya Caty McNally            | Daria Saville Wang Xiyu           | Rebecca Marino Anna Kalinskaia Victoria Azarenka Emma Răducanu |
| 8 august               | Canadian Open Toronto, Canada WTA 1000 2.527.250 $ – Dură – 56S/32Q/28D Simplu – Dublu                   | Simona Halep 6–3, 2–6, 6–3                          | Beatriz Haddad Maia                     | Karolína Plíšková Jessica Pegula  | Belinda Bencic Zheng Qinwen Iulia Putințeva Coco Gauff         |
| 8 august               | Canadian Open Toronto, Canada WTA 1000 2.527.250 $ – Dură – 56S/32Q/28D Simplu – Dublu                   | Coco Gauff Jessica Pegula 6–4, 6–7(5–7), [10–5]     | Nicole Melichar-Martinez Ellen Perez    | Karolína Plíšková Jessica Pegula  | Belinda Bencic Zheng Qinwen Iulia Putințeva Coco Gauff         |
| 15 august              | Cincinnati Masters Mason, Statele Unite WTA 1000 2.527.250 $ – Dură – 56S/32Q/28D Simplu – Dublu         | Caroline Garcia 6–2, 6–4                            | Petra Kvitová                           | Madison Keys Arina Sabalenka      | Elena Rîbakina Ajla Tomljanović Jessica Pegula Zhang Shuai     |
| 15 august              | Cincinnati Masters Mason, Statele Unite WTA 1000 2.527.250 $ – Dură – 56S/32Q/28D Simplu – Dublu         | Liudmila Kicenok Jeļena Ostapenko 7–6(7–5), 6–3     | Nicole Melichar-Martinez Ellen Perez    | Madison Keys Arina Sabalenka      | Elena Rîbakina Ajla Tomljanović Jessica Pegula Zhang Shuai     |
| 22 august              | Tennis in the Land Cleveland, Statele Unite WTA 250 251.750 $ – Dură – 32S/24Q/16D                       | Liudmila Samsonova 6–1, 6–3                         | Aliaksandra Sasnovici                   | Bernarda Pera Alizé Cornet        | Sofia Kenin Magda Linette Madison Brengle Zhang Shuai          |
| 22 august              | Tennis in the Land Cleveland, Statele Unite WTA 250 251.750 $ – Dură – 32S/24Q/16D                       | Nicole Melichar-Martinez Ellen Perez 7–5, 6–3       | Anna Danilina Aleksandra Krunić         | Bernarda Pera Alizé Cornet        | Sofia Kenin Magda Linette Madison Brengle Zhang Shuai          |
| 22 august              | Granby Championships Granby, Canada WTA 250 251.750 $ – Dură – 32S/24Q/16D                               | Daria Kasatkina 6–4, 6–4                            | Daria Saville                           | Diane Parry Marta Kostiuk         | Nuria Párrizas Díaz Tatjana Maria Rebecca Marino Wang Xiyu     |
| 22 august              | Granby Championships Granby, Canada WTA 250 251.750 $ – Dură – 32S/24Q/16D                               | Alicia Barnett Olivia Nicholls 5–7, 6–3, [10–1]     | Harriet Dart Rosalie van der Hoek       | Diane Parry Marta Kostiuk         | Nuria Párrizas Díaz Tatjana Maria Rebecca Marino Wang Xiyu     |
| 29 august 5 septembrie | US Open New York, Statele Unite Grand Slam 60.102.000 $ – Dură – 128S/128Q/64D/32X Simplu – Dublu – Mixt | Iga Świątek 6–2, 7–6(7–5)                           | Ons Jabeur                              | Arina Sabalenka Caroline Garcia   | Jessica Pegula Karolína Plíšková Coco Gauff Ajla Tomljanović   |
| 29 august 5 septembrie | US Open New York, Statele Unite Grand Slam 60.102.000 $ – Dură – 128S/128Q/64D/32X Simplu – Dublu – Mixt | Barbora Krejčíková Kateřina Siniaková 3–6, 7–5, 6–1 | Caty McNally Taylor Townsend            | Arina Sabalenka Caroline Garcia   | Jessica Pegula Karolína Plíšková Coco Gauff Ajla Tomljanović   |
| 29 august 5 septembrie | US Open New York, Statele Unite Grand Slam 60.102.000 $ – Dură – 128S/128Q/64D/32X Simplu – Dublu – Mixt | Storm Sanders John Peers 4–6, 6–4, [10–7]           | Kirsten Flipkens Édouard Roger-Vasselin | Arina Sabalenka Caroline Garcia   | Jessica Pegula Karolína Plíšková Coco Gauff Ajla Tomljanović   |

### Septembrie
| Săptămâna     | Turneu                                                                                   | Campioni                                              | Finaliști                                | Semifinaliști                    | Sfert-finaliști                                                      |
| ------------- | ---------------------------------------------------------------------------------------- | ----------------------------------------------------- | ---------------------------------------- | -------------------------------- | -------------------------------------------------------------------- |
| 12 septembrie | Slovenia Open Portorož, Slovenia WTA 250 251.750 $ – Dură – 32S/24Q/16D                  | Kateřina Siniaková 6–7(4–7), 7–6(7–5), 6–4            | Elena Rîbakina                           | Anna-Lena Friedsam Ana Bogdan    | Diane Parry Jasmine Paolini Lesia Tsurenko Beatriz Haddad Maia       |
| 12 septembrie | Slovenia Open Portorož, Slovenia WTA 250 251.750 $ – Dură – 32S/24Q/16D                  | Marta Kostiuk Tereza Martincová 6–4, 6–0              | Cristina Bucșa Tereza Mihalíková         | Anna-Lena Friedsam Ana Bogdan    | Diane Parry Jasmine Paolini Lesia Tsurenko Beatriz Haddad Maia       |
| 12 septembrie | Chennai Open Chennai, India WTA 250 251.750 $ – Dură – 32S/24Q/16D                       | Linda Fruhvirtová 4–6, 6–3, 6–4                       | Magda Linette                            | Katie Swan Nadia Podoroska       | Nao Hibino Rebecca Marino Eugenie Bouchard Varvara Gracheva          |
| 12 septembrie | Chennai Open Chennai, India WTA 250 251.750 $ – Dură – 32S/24Q/16D                       | Gabriela Dabrowski Luisa Stefani 6–1, 6–2             | Anna Blinkova Natela Dzalamidze          | Katie Swan Nadia Podoroska       | Nao Hibino Rebecca Marino Eugenie Bouchard Varvara Gracheva          |
| 19 septembrie | Pan Pacific Open Tokyo, Japonia WTA 500 757.950 $ – Dură – 32S/24Q/16D Simplu – Dublu    | Liudmila Samsonova 7–5, 7–5                           | Zheng Qinwen                             | Veronika Kudermetova Zhang Shuai | Claire Liu Beatriz Haddad Maia Garbiñe Muguruza Petra Martić         |
| 19 septembrie | Pan Pacific Open Tokyo, Japonia WTA 500 757.950 $ – Dură – 32S/24Q/16D Simplu – Dublu    | Gabriela Dabrowski Giuliana Olmos 6–4, 6–4            | Nicole Melichar-Martinez Ellen Perez     | Veronika Kudermetova Zhang Shuai | Claire Liu Beatriz Haddad Maia Garbiñe Muguruza Petra Martić         |
| 19 septembrie | Korea Open Seoul, Coreea de Sud WTA 250 251.750 $ – Dură – 32S/24Q/16D                   | Ekaterina Alexandrova 7–6(7–4), 6–0                   | Jeļena Ostapenko                         | Emma Răducanu Tatjana Maria      | Victoria Jiménez Kasintseva Magda Linette Zhu Lin Lulu Sun           |
| 19 septembrie | Korea Open Seoul, Coreea de Sud WTA 250 251.750 $ – Dură – 32S/24Q/16D                   | Kristina Mladenovic Yanina Wickmayer 6–3, 6–2         | Asia Muhammad Sabrina Santamaria         | Emma Răducanu Tatjana Maria      | Victoria Jiménez Kasintseva Magda Linette Zhu Lin Lulu Sun           |
| 26 septembrie | Emilia-Romagna Open Parma, Italia WTA 250 251.750 $ – Zgură – 32S/24Q/16D Simplu – Dublu | Mayar Sherif 7–5, 6–3                                 | Maria Sakkari                            | Danka Kovinić Ana Bogdan         | Maryna Zanevska Jasmine Paolini Irina-Camelia Begu Lauren Davis      |
| 26 septembrie | Emilia-Romagna Open Parma, Italia WTA 250 251.750 $ – Zgură – 32S/24Q/16D Simplu – Dublu | Anastasia Dețiuc Miriam Kolodziejová 1–6, 6–3, [10–8] | Arantxa Rus Tamara Zidanšek              | Danka Kovinić Ana Bogdan         | Maryna Zanevska Jasmine Paolini Irina-Camelia Begu Lauren Davis      |
| 26 septembrie | Tallinn Open Tallinn, Estonia WTA 250 251.750 $ – Dură – 32S/24Q/16D Simplu – Dublu      | Barbora Krejčíková 6–2, 6–3                           | Anett Kontaveit                          | Kaia Kanepi Belinda Bencic       | Ysaline Bonaventure Karolína Muchová Beatriz Haddad Maia Donna Vekić |
| 26 septembrie | Tallinn Open Tallinn, Estonia WTA 250 251.750 $ – Dură – 32S/24Q/16D Simplu – Dublu      | Liudmila Kicenok Nadiia Kicenok 7–5, 4–6, [10–7]      | Nicole Melichar-Martinez Laura Siegemund | Kaia Kanepi Belinda Bencic       | Ysaline Bonaventure Karolína Muchová Beatriz Haddad Maia Donna Vekić |

### Octombrie
| Săptămâna    | Turneu                                                                                             | Campioni                                               | Finaliști                             | Semifinaliști                        | Sfert-finaliști                                                  |
| ------------ | -------------------------------------------------------------------------------------------------- | ------------------------------------------------------ | ------------------------------------- | ------------------------------------ | ---------------------------------------------------------------- |
| 3 octombrie  | Ostrava Open Ostrava, Republica Cehă WTA 500 757.900 $ – Dură – 28S/24Q/16D Simplu – Dublu         | Barbora Krejčíková 5–7, 7–6(7–4), 6–3                  | Iga Świątek                           | Ekaterina Alexandrova Elena Rîbakina | Caty McNally Tereza Martincová Alycia Parks Petra Kvitová        |
| 3 octombrie  | Ostrava Open Ostrava, Republica Cehă WTA 500 757.900 $ – Dură – 28S/24Q/16D Simplu – Dublu         | Caty McNally Alycia Parks 6–3, 6–2                     | Alicja Rosolska Erin Routliffe        | Ekaterina Alexandrova Elena Rîbakina | Caty McNally Tereza Martincová Alycia Parks Petra Kvitová        |
| 3 octombrie  | Jasmin Open Monastir, Tunisia WTA 250 $251,750 – Dură – 32S/24Q/16D                                | Elise Mertens 6–2, 6–0                                 | Alizé Cornet                          | Claire Liu Veronika Kudermetova      | Ons Jabeur Moyuka Uchijima Tamara Zidanšek Diane Parry           |
| 3 octombrie  | Jasmin Open Monastir, Tunisia WTA 250 $251,750 – Dură – 32S/24Q/16D                                | Kristina Mladenovic Kateřina Siniaková 6–2, 6–0        | Miyu Kato Angela Kulikov              | Claire Liu Veronika Kudermetova      | Ons Jabeur Moyuka Uchijima Tamara Zidanšek Diane Parry           |
| 10 octombrie | San Diego Open San Diego, Statele Unite WTA 500 757.900 $ – Dură – 28S/24Q/16D Simplu – Dublu      | Iga Świątek 6–3, 3–6, 6–0                              | Donna Vekić                           | Jessica Pegula Danielle Collins      | Coco Gauff Madison Keys Arina Sabalenka Paula Badosa             |
| 10 octombrie | San Diego Open San Diego, Statele Unite WTA 500 757.900 $ – Dură – 28S/24Q/16D Simplu – Dublu      | Coco Gauff Jessica Pegula 1–6, 7–5, [10–4]             | Gabriela Dabrowski Giuliana Olmos     | Jessica Pegula Danielle Collins      | Coco Gauff Madison Keys Arina Sabalenka Paula Badosa             |
| 10 octombrie | Transylvania Open Cluj-Napoca, România WTA 250 $251,750 – Dură – 32S/24Q/16D Simplu – Dublu        | Anna Blinkova 6–2, 3–6, 6–2                            | Jasmine Paolini                       | Wang Xiyu Anastasia Potapova         | Nuria Párrizas Díaz Jule Niemeier Anna Bondár Anhelina Kalinina  |
| 10 octombrie | Transylvania Open Cluj-Napoca, România WTA 250 $251,750 – Dură – 32S/24Q/16D Simplu – Dublu        | Kirsten Flipkens Laura Siegemund 6–3, 7–5              | Kamilla Rakhimova Yana Sizikova       | Wang Xiyu Anastasia Potapova         | Nuria Párrizas Díaz Jule Niemeier Anna Bondár Anhelina Kalinina  |
| 17 octombrie | Guadalajara Open Akron Guadalajara, Mexic WTA 1000 2.527.250 $ – Dură – 56S/32Q/28D Simplu – Dublu | Jessica Pegula 6–2, 6–3                                | Maria Sakkari                         | Victoria Azarenka Marie Bouzková     | Coco Gauff Sloane Stephens Veronika Kudermetova Anna Kalinskaia  |
| 17 octombrie | Guadalajara Open Akron Guadalajara, Mexic WTA 1000 2.527.250 $ – Dură – 56S/32Q/28D Simplu – Dublu | Storm Sanders Luisa Stefani 7–6(7–4), 6–7(2–7), [10–8] | Anna Danilina Beatriz Haddad Maia     | Victoria Azarenka Marie Bouzková     | Coco Gauff Sloane Stephens Veronika Kudermetova Anna Kalinskaia  |
| 31 octombrie | WTA Finals Turneul Campioanelor 5.000.000 $ – Dură – 8S/8D Simplu – Dublu                          | Caroline Garcia 7–6(7–4), 6–4                          | Arina Sabalenka                       | Iga Świątek Maria Sakkari            | Round Robin Coco Gauff Ons Jabeur Daria Kasatkina Jessica Pegula |
| 31 octombrie | WTA Finals Turneul Campioanelor 5.000.000 $ – Dură – 8S/8D Simplu – Dublu                          | Veronika Kudermetova Elise Mertens 6–2, 4–6, [11–9]    | Barbora Krejčíková Kateřina Siniaková | Iga Świątek Maria Sakkari            | Round Robin Coco Gauff Ons Jabeur Daria Kasatkina Jessica Pegula |

### Noiembrie
| Săptămâna   | Turneu                                                                       | Campioni    | Finaliști | Semifinaliști      | Sfert-finaliști |
| ----------- | ---------------------------------------------------------------------------- | ----------- | --------- | ------------------ | --------------- |
| 7 noiembrie | Turneul final al Billie Jean King Cup Glasgow, Regatul Unit Dură – 12 echipe | Elveția 2–0 | Australia | Cehia Regatul Unit |                 |

### Turnee afectate
Pandemia de COVID-19 a afectat atât turnee din turul ATP, cât și WTA. Următoarele turnee au fost anulate din cauza pandemiei. 
| Săptămâna    | Turneu                                                  | Status                                          |
| ------------ | ------------------------------------------------------- | ----------------------------------------------- |
| 3 ianuarie   | Brisbane International Brisbane, Australia WTA 500 Hard | Anulat                                          |
| 3 ianuarie   | Auckland Open Auckland, Noua Zeelandă WTA 250 Dură      | Anulat                                          |
| 3 ianuarie   | Shenzhen Open Shenzhen, China WTA 250 Dură              | Anulat                                          |
| 10 ianuarie  | Hobart International Hobart, Australia WTA 250 Dură     | Anulat                                          |
| 31 ianuarie  | Thailand Open Hua Hin, Thailanda WTA 250 Dură           | Anulat                                          |
| May 16       | Köln Open Köln, Germania WTA 250 Zgură                  | Anulat din cauza unor probleme organizatorice   |
| 17 octombrie | Cupa Kremlin Moscova, Rusia WTA 500 Dură                | Suspendat din cauza invaziei rusești a Ucrainei |

## Informații statistice
Aceste tabele prezintă numărul de titluri de simplu (S), dublu (D) și dublu mixt (X) câștigate de fiecare jucătoare și fiecare țară în timpul sezonului, în cadrul tuturor categoriilor de turnee ale turneului WTA 2021: turneele de Grand Slam, Turneul Campionelor, WTA Elite Trophy, WTA Premier tournaments  (WTA 1000 și WTA 500) și WTA 250. Jucătorele/țările sunt sortate după:
1. Numărul total de titluri (un titlu de dublu câștigat de doi jucători care reprezintă aceeași țară reprezintă o singură victorie pentru țară);
2. Importanța cumulată a acestor titluri (o victorie de Grand Slam egal cu două victorii WTA 1000, o victorie la Finală WTA egală cu o victorie și jumătate WTA 1000, o victorie  WTA 1000 egală cu două victorii de WTA 500, o victorie WTA 500 egală cu două victorii WTA 250);
3. Ierarhie simplu > dublu > dublu mixt;
4. Ordine alfabetică (după numele de familie a jucătoarei).

### Legendă
| Turnee de Grand Slam          |
| Campionatele de sfârșit de an |
| WTA 1000 (Mandatory)          |
| WTA 1000 (Non-mandatory)      |
| WTA 500                       |
| WTA 250                       |

### Titluri câștigate per jucător
| Total | Jucătoare                      | Grand Slam | Grand Slam | Grand Slam | Finala WTA | Finala WTA | WTA 1000 | WTA 1000 | WTA 1000 | WTA 1000 | WTA 500 | WTA 500 | WTA 250 | WTA 250 | Total | Total | Total |
| Total | Jucătoare                      | S          | D          | X          | S          | D          | S        | D        | S        | D        | S       | D       | S       | D       | S     | D     | X     |
| ----- | ------------------------------ | ---------- | ---------- | ---------- | ---------- | ---------- | -------- | -------- | -------- | -------- | ------- | ------- | ------- | ------- | ----- | ----- | ----- |
| 8     | Iga Świątek (POL)              | ●          |            |            |            |            | ●        |          | ●        |          | ●       |         |         |         | 8     | 0     | 0     |
| 7     | Kateřina Siniaková (CZE)       |            | ●          |            |            |            |          |          |          |          |         | ●       | ●       | ●       | 1     | 6     | 0     |
| 6     | Jessica Pegula (USA)           |            |            |            |            |            |          |          | ●        | ●        |         | ●       |         | ●       | 1     | 5     | 0     |
| 5     | Barbora Krejčíková (CZE)       |            | ●          |            |            |            |          |          |          |          | ●       |         | ●       |         | 2     | 3     | 0     |
| 5     | Kristina Mladenovic (FRA)      |            | ●          | ●          |            |            |          |          |          |          |         |         |         | ●       | 0     | 4     | 1     |
| 5     | Caroline Garcia (FRA)          |            | ●          |            | ●          |            |          |          | ●        |          |         |         | ●       |         | 4     | 1     | 0     |
| 4     | Storm Sanders (AUS)            |            |            | ●          |            |            |          |          |          | ●        |         | ●       |         |         | 0     | 3     | 1     |
| 4     | Beatriz Haddad Maia (BRA)      |            |            |            |            |            |          |          |          |          |         | ●       | ●       | ●       | 2     | 2     | 0     |
| 3     | Ashleigh Barty (AUS)           | ●          |            |            |            |            |          |          |          |          | ●       | ●       |         |         | 2     | 1     | 0     |
| 3     | Veronika Kudermetova           |            |            |            |            | ●          |          |          |          | ●        |         | ●       |         |         | 0     | 3     | 0     |
| 3     | Elise Mertens (BEL)            |            |            |            |            | ●          |          |          |          |          |         | ●       | ●       |         | 1     | 2     | 0     |
| 3     | Gabriela Dabrowski (CAN)       |            |            |            |            |            |          | ●        |          |          |         | ●       |         | ●       | 0     | 3     | 0     |
| 3     | Laura Siegemund (GER)          |            |            |            |            |            |          | ●        |          |          |         |         |         | ●       | 0     | 3     | 0     |
| 3     | Coco Gauff (USA)               |            |            |            |            |            |          |          |          | ●        |         | ●       |         |         | 0     | 3     | 0     |
| 3     | Jeļena Ostapenko (LAT)         |            |            |            |            |            |          |          |          | ●        | ●       |         |         | ●       | 1     | 2     | 0     |
| 3     | Liudmila Kicenok (UKR)         |            |            |            |            |            |          |          |          | ●        |         |         |         | ●       | 0     | 3     | 0     |
| 3     | Liudmila Samsonova             |            |            |            |            |            |          |          |          |          | ●       |         | ●       |         | 3     | 0     | 0     |
| 3     | Bernarda Pera (USA)            |            |            |            |            |            |          |          |          |          |         |         | ●       | ●       | 2     | 1     | 0     |
| 3     | Eri Hozumi (JPN)               |            |            |            |            |            |          |          |          |          |         |         |         | ●       | 0     | 3     | 0     |
| 3     | Makoto Ninomiya (JPN)          |            |            |            |            |            |          |          |          |          |         |         |         | ●       | 0     | 3     | 0     |
| 2     | Desirae Krawczyk (USA)         |            |            | ●          |            |            |          |          |          |          |         | ●       |         |         | 0     | 1     | 1     |
| 2     | Ons Jabeur (TUN)               |            |            |            |            |            | ●        |          |          |          | ●       |         |         |         | 2     | 0     | 0     |
| 2     | Giuliana Olmos (MEX)           |            |            |            |            |            |          | ●        |          |          |         | ●       |         |         | 0     | 2     | 0     |
| 2     | Xu Yifan (CHN)                 |            |            |            |            |            |          | ●        |          |          |         | ●       |         |         | 0     | 2     | 0     |
| 2     | Yang Zhaoxuan (CHN)            |            |            |            |            |            |          | ●        |          |          |         | ●       |         |         | 0     | 2     | 0     |
| 2     | Vera Zvonareva                 |            |            |            |            |            |          | ●        |          |          |         |         |         | ●       | 0     | 2     | 0     |
| 2     | Simona Halep (ROU)             |            |            |            |            |            |          |          | ●        |          |         |         | ●       |         | 2     | 0     | 0     |
| 2     | Luisa Stefani (BRA)            |            |            |            |            |            |          |          |          | ●        |         |         |         | ●       | 0     | 2     | 0     |
| 2     | Daria Kasatkina                |            |            |            |            |            |          |          |          |          | ●       |         | ●       |         | 2     | 0     | 0     |
| 2     | Magda Linette (POL)            |            |            |            |            |            |          |          |          |          |         | ●       |         |         | 0     | 2     | 0     |
| 2     | Caty McNally (USA)             |            |            |            |            |            |          |          |          |          |         | ●       |         |         | 0     | 2     | 0     |
| 2     | Anna Danilina (KAZ)            |            |            |            |            |            |          |          |          |          |         | ●       |         | ●       | 0     | 2     | 0     |
| 2     | Ekaterina Alexandrova          |            |            |            |            |            |          |          |          |          |         |         | ●       |         | 2     | 0     | 0     |
| 2     | Marie Bouzková (CZE)           |            |            |            |            |            |          |          |          |          |         |         | ●       | ●       | 1     | 1     | 0     |
| 2     | Anastasia Potapova             |            |            |            |            |            |          |          |          |          |         |         | ●       | ●       | 1     | 1     | 0     |
| 2     | Zhang Shuai (CHN)              |            |            |            |            |            |          |          |          |          |         |         | ●       | ●       | 1     | 1     | 0     |
| 2     | Nicole Melichar-Martinez (USA) |            |            |            |            |            |          |          |          |          |         |         |         | ●       | 0     | 2     | 0     |
| 2     | Ellen Perez (AUS)              |            |            |            |            |            |          |          |          |          |         |         |         | ●       | 0     | 2     | 0     |
| 1     | Elena Rîbakina (KAZ)           | ●          |            |            |            |            |          |          |          |          |         |         |         |         | 1     | 0     | 0     |
| 1     | Ena Shibahara (JPN)            |            |            | ●          |            |            |          |          |          |          |         |         |         |         | 0     | 0     | 1     |
| 1     | Anastasia Pavliucenkova        |            |            |            |            |            |          |          |          | ●        |         |         |         |         | 0     | 1     | 0     |
| 1     | Paula Badosa (ESP)             |            |            |            |            |            |          |          |          |          | ●       |         |         |         | 1     | 0     | 0     |
| 1     | Belinda Bencic (SUI)           |            |            |            |            |            |          |          |          |          | ●       |         |         |         | 1     | 0     | 0     |
| 1     | Anett Kontaveit (EST)          |            |            |            |            |            |          |          |          |          | ●       |         |         |         | 1     | 0     | 0     |
| 1     | Petra Kvitová (CZE)            |            |            |            |            |            |          |          |          |          | ●       |         |         |         | 1     | 0     | 0     |
| 1     | Mayar Sherif (EGY)             |            |            |            |            |            |          |          |          |          |         |         | ●       |         | 1     | 0     | 0     |
| 1     | Anna Kalinskaia (RUS)          |            |            |            |            |            |          |          |          |          |         | ●       |         |         | 0     | 1     | 0     |
| 1     | Andreja Klepač (SLO)           |            |            |            |            |            |          |          |          |          |         | ●       |         |         | 0     | 1     | 0     |
| 1     | Aleksandra Krunić (SRB)        |            |            |            |            |            |          |          |          |          |         | ●       |         |         | 0     | 1     | 0     |
| 1     | Alycia Parks (USA)             |            |            |            |            |            |          |          |          |          |         | ●       |         |         | 0     | 1     | 0     |
| 1     | Demi Schuurs (NED)             |            |            |            |            |            |          |          |          |          |         | ●       |         |         | 0     | 1     | 0     |
| 1     | Amanda Anisimova (USA)         |            |            |            |            |            |          |          |          |          |         |         | ●       |         | 1     | 0     | 0     |
| 1     | Irina-Camelia Begu (ROU)       |            |            |            |            |            |          |          |          |          |         |         | ●       |         | 1     | 0     | 0     |
| 1     | Anna Blinkova                  |            |            |            |            |            |          |          |          |          |         |         | ●       |         | 1     | 0     | 0     |
| 1     | Leylah Fernandez (CAN)         |            |            |            |            |            |          |          |          |          |         |         | ●       |         | 1     | 0     | 0     |
| 1     | Linda Fruhvirtová (CZE)        |            |            |            |            |            |          |          |          |          |         |         | ●       |         | 1     | 0     | 0     |
| 1     | Angelique Kerber (GER)         |            |            |            |            |            |          |          |          |          |         |         | ●       |         | 1     | 0     | 0     |
| 1     | Madison Keys (USA)             |            |            |            |            |            |          |          |          |          |         |         | ●       |         | 1     | 0     | 0     |
| 1     | Tatjana Maria (GER)            |            |            |            |            |            |          |          |          |          |         |         | ●       |         | 1     | 0     | 0     |
| 1     | Petra Martić (CRO)             |            |            |            |            |            |          |          |          |          |         |         | ●       |         | 1     | 0     | 0     |
| 1     | Sloane Stephens (USA)          |            |            |            |            |            |          |          |          |          |         |         | ●       |         | 1     | 0     | 0     |
| 1     | Martina Trevisan (ITA)         |            |            |            |            |            |          |          |          |          |         |         | ●       |         | 1     | 0     | 0     |
| 1     | Alicia Barnett (GBR)           |            |            |            |            |            |          |          |          |          |         |         |         | ●       | 0     | 1     | 0     |
| 1     | Anna Bondár (HUN)              |            |            |            |            |            |          |          |          |          |         |         |         | ●       | 0     | 1     | 0     |
| 1     | Kaitlyn Christian (USA)        |            |            |            |            |            |          |          |          |          |         |         |         | ●       | 0     | 1     | 0     |
| 1     | Olga Danilović (SRB)           |            |            |            |            |            |          |          |          |          |         |         |         | ●       | 0     | 1     | 0     |
| 1     | Anastasia Dețiuc (CZE)         |            |            |            |            |            |          |          |          |          |         |         |         | ●       | 0     | 1     | 0     |
| 1     | Kirsten Flipkens (BEL)         |            |            |            |            |            |          |          |          |          |         |         |         | ●       | 0     | 1     | 0     |
| 1     | Anna-Lena Friedsam (GER)       |            |            |            |            |            |          |          |          |          |         |         |         | ●       | 0     | 1     | 0     |
| 1     | Ekaterine Gorgodze (GEO)       |            |            |            |            |            |          |          |          |          |         |         |         | ●       | 0     | 1     | 0     |
| 1     | Catherine Harrison (USA)       |            |            |            |            |            |          |          |          |          |         |         |         | ●       | 0     | 1     | 0     |
| 1     | Oksana Kalashnikova (GEO)      |            |            |            |            |            |          |          |          |          |         |         |         | ●       | 0     | 1     | 0     |
| 1     | Miriam Kolodziejová (CZE)      |            |            |            |            |            |          |          |          |          |         |         |         | ●       | 0     | 1     | 0     |
| 1     | Nadiia Kicenok (UKR)           |            |            |            |            |            |          |          |          |          |         |         |         | ●       | 0     | 1     | 0     |
| 1     | Marta Kostiuk (UKR)            |            |            |            |            |            |          |          |          |          |         |         |         | ●       | 0     | 1     | 0     |
| 1     | Lidziya Marozava (BLR)         |            |            |            |            |            |          |          |          |          |         |         |         | ●       | 0     | 1     | 0     |
| 1     | Tereza Martincová (CZE)        |            |            |            |            |            |          |          |          |          |         |         |         | ●       | 0     | 1     | 0     |
| 1     | Asia Muhammad (USA)            |            |            |            |            |            |          |          |          |          |         |         |         | ●       | 0     | 1     | 0     |
| 1     | Olivia Nicholls (GBR)          |            |            |            |            |            |          |          |          |          |         |         |         | ●       | 0     | 1     | 0     |
| 1     | Erin Routliffe (NZL)           |            |            |            |            |            |          |          |          |          |         |         |         | ●       | 0     | 1     | 0     |
| 1     | Sabrina Santamaria (USA)       |            |            |            |            |            |          |          |          |          |         |         |         | ●       | 0     | 1     | 0     |
| 1     | Daria Saville (AUS)            |            |            |            |            |            |          |          |          |          |         |         |         | ●       | 0     | 1     | 0     |
| 1     | Astra Sharma (AUS)             |            |            |            |            |            |          |          |          |          |         |         |         | ●       | 0     | 1     | 0     |
| 1     | Yana Sizikova                  |            |            |            |            |            |          |          |          |          |         |         |         | ●       | 0     | 1     | 0     |
| 1     | Sara Sorribes Tormo (ESP)      |            |            |            |            |            |          |          |          |          |         |         |         | ●       | 0     | 1     | 0     |
| 1     | Aldila Sutjiadi (INA)          |            |            |            |            |            |          |          |          |          |         |         |         | ●       | 0     | 1     | 0     |
| 1     | Yanina Wickmayer (BEL)         |            |            |            |            |            |          |          |          |          |         |         |         | ●       | 0     | 1     | 0     |
| 1     | Tamara Zidanšek (SLO)          |            |            |            |            |            |          |          |          |          |         |         |         | ●       | 0     | 1     | 0     |
| 1     | Kimberley Zimmermann (BEL)     |            |            |            |            |            |          |          |          |          |         |         |         | ●       | 0     | 1     | 0     |

### Titluri câștigate per țară
| Total | Țară                 | Grand Slam | Grand Slam | Grand Slam | Finala WTA | Finala WTA | WTA 1000 | WTA 1000 | WTA 1000 | WTA 1000 | WTA 500 | WTA 500 | WTA 250 | WTA 250 | Total | Total | Total |
| Total | Țară                 | S          | D          | X          | S          | D          | S        | D        | S        | D        | S       | D       | S       | D       | S     | D     | X     |
| ----- | -------------------- | ---------- | ---------- | ---------- | ---------- | ---------- | -------- | -------- | -------- | -------- | ------- | ------- | ------- | ------- | ----- | ----- | ----- |
| 21    | Statele Unite (USA)  |            |            | 1          |            |            |          |          | 1        | 2        |         | 4       | 5       | 8       | 6     | 14    | 1     |
| 15    | Cehia (CZE)          |            | 3          |            |            |            |          |          |          |          | 2       | 1       | 4       | 5       | 6     | 9     | 0     |
| 10    | Polonia (POL)        | 2          |            |            |            |            | 2        |          | 2        |          | 2       | 2       |         |         | 8     | 2     | 0     |
| 10    | Australia (AUS)      | 1          |            | 1          |            |            |          |          |          | 1        | 1       | 2       |         | 4       | 2     | 7     | 1     |
| 9     | Franța (FRA)         |            | 1          | 1          | 1          |            |          |          | 1        |          |         |         | 2       | 3       | 4     | 4     | 1     |
| 6     | Belgia (BEL)         |            |            |            |            | 1          |          |          |          |          |         | 1       | 1       | 3       | 1     | 5     | 0     |
| 6     | Germania (GER)       |            |            |            |            |            |          | 1        |          |          |         |         | 2       | 3       | 2     | 4     | 0     |
| 6     | Brazilia (BRA)       |            |            |            |            |            |          |          |          | 1        |         | 1       | 2       | 2       | 2     | 4     | 0     |
| 4     | Japonia (JPN)        |            |            | 1          |            |            |          |          |          |          |         |         |         | 3       | 0     | 3     | 1     |
| 4     | Canada (CAN)         |            |            |            |            |            |          | 1        |          |          |         | 1       | 1       | 1       | 1     | 3     | 0     |
| 4     | China (CHN)          |            |            |            |            |            |          | 1        |          |          |         | 1       | 1       | 1       | 1     | 3     | 0     |
| 4     | Ucraina (UKR)        |            |            |            |            |            |          |          |          | 1        |         |         |         | 3       | 0     | 4     | 0     |
| 3     | Kazahstan (KAZ)      | 1          |            |            |            |            |          |          |          |          |         | 1       |         | 1       | 1     | 2     | 0     |
| 3     | România (ROU)        |            |            |            |            |            |          |          | 1        |          |         |         | 2       |         | 3     | 0     | 0     |
| 3     | Letonia (LAT)        |            |            |            |            |            |          |          |          | 1        | 1       |         |         | 1       | 1     | 2     | 0     |
| 2     | Tunisia (TUN)        |            |            |            |            |            | 1        |          |          |          | 1       |         |         |         | 2     | 0     | 0     |
| 2     | Mexic (MEX)          |            |            |            |            |            |          | 1        |          |          |         | 1       |         |         | 0     | 2     | 0     |
| 2     | Spania (ESP)         |            |            |            |            |            |          |          |          |          | 1       |         |         | 1       | 1     | 1     | 0     |
| 2     | Rusia (RUS)          |            |            |            |            |            |          |          |          |          |         | 2       |         |         | 0     | 2     | 0     |
| 2     | Serbia (SRB)         |            |            |            |            |            |          |          |          |          |         | 1       |         | 1       | 0     | 2     | 0     |
| 2     | Slovenia (SLO)       |            |            |            |            |            |          |          |          |          |         | 1       |         | 1       | 0     | 2     | 0     |
| 1     | Estonia (EST)        |            |            |            |            |            |          |          |          |          | 1       |         |         |         | 1     | 0     | 0     |
| 1     | Elveția (SUI)        |            |            |            |            |            |          |          |          |          | 1       |         |         |         | 1     | 0     | 0     |
| 1     | Țările de Jos (NED)  |            |            |            |            |            |          |          |          |          |         | 1       |         |         | 0     | 1     | 0     |
| 1     | Croația (CRO)        |            |            |            |            |            |          |          |          |          |         |         | 1       |         | 1     | 0     | 0     |
| 1     | Egipt (EGY)          |            |            |            |            |            |          |          |          |          |         |         | 1       |         | 1     | 0     | 0     |
| 1     | Italia (ITA)         |            |            |            |            |            |          |          |          |          |         |         | 1       |         | 1     | 0     | 0     |
| 1     | Belarus (BLR)        |            |            |            |            |            |          |          |          |          |         |         |         | 1       | 0     | 1     | 0     |
| 1     | Georgia (GEO)        |            |            |            |            |            |          |          |          |          |         |         |         | 1       | 0     | 1     | 0     |
| 1     | Marea Britanie (GBR) |            |            |            |            |            |          |          |          |          |         |         |         | 1       | 0     | 1     | 0     |
| 1     | Ungaria (HUN)        |            |            |            |            |            |          |          |          |          |         |         |         | 1       | 0     | 1     | 0     |
| 1     | Indonezia (INA)      |            |            |            |            |            |          |          |          |          |         |         |         | 1       | 0     | 1     | 0     |
| 1     | Noua Zeelandă (NZL)  |            |            |            |            |            |          |          |          |          |         |         |         | 1       | 0     | 1     | 0     |

1. 1 2 3 4  Aceste turnee sunt încă distribuite pe puncte:
  - 1000 puncte (WTA 1000; mandatory)
  - 900 puncte (WTA 1000; non-mandatory)
  - 470 puncte (WTA 500)
  - 280 puncte (WTA 250)
2. 1 2 3 4 5 6 7 8 9 10  Începând cu 1 martie 2022, ATP și WTA au anunțat că jucătorii din Rusia și Belarus nu vor concura în turnee sub numele sau steagul Rusiei sau Belarusului din cauza invaziei ruse a Ucrainei.[9]
3. ↑  From 1 March, titles won by Russian players will not be counted towards Russia's tally.
4. ↑  From 1 March, titles won by Belarusian players will not be counted towards Belarus' tally.

## Clasament WTA
Mai jos sunt clasamentele anuale WTA ale primelor 20 de jucătoare de simplu și de dublu.
| Trn = Număr de turnee                                   |
| Cls '21 = Poziția în clasament la sfârșitul anului 2021 |

| 1  | Iga Świątek (POL)           | 11.085 | 17 | 9  | 1  | 9  | ▲ 8  |
| 2  | Ons Jabeur (TUN)            | 5.055  | 18 | 10 | 2  | 11 | ▲ 8  |
| 3  | Jessica Pegula (USA)        | 4.691  | 18 | 18 | 3  | 22 | ▲ 15 |
| 4  | Caroline Garcia (FRA)       | 4.375  | 23 | 74 | 4  | 79 | ▲ 70 |
| 5  | Arina Sabalenka (BLR)       | 3.925  | 21 | 2  | 2  | 8  | ▼ 3  |
| 6  | Maria Sakkari (GRE)         | 3.871  | 22 | 6  | 3  | 8  | ▬    |
| 7  | Coco Gauff (USA)            | 3.646  | 19 | 22 | 4  | 23 | ▲ 15 |
| 8  | Daria Kasatkina (RUS)       | 3.435  | 23 | 26 | 8  | 29 | ▲ 18 |
| 9  | Veronika Kudermetova (RUS)  | 2.795  | 20 | 31 | 9  | 32 | ▲ 22 |
| 10 | Simona Halep (ROU)          | 2.661  | 15 | 20 | 6  | 27 | ▲ 10 |
| 11 | Madison Keys (USA)          | 2.417  | 20 | 56 | 11 | 87 | ▲ 45 |
| 12 | Belinda Bencic (SUI)        | 2.365  | 19 | 23 | 11 | 28 | ▲ 11 |
| 13 | Paula Badosa (ESP)          | 2.363  | 21 | 8  | 2  | 13 | ▼ 5  |
| 14 | Danielle Collins (USA)      | 2.292  | 14 | 29 | 7  | 30 | ▲ 15 |
| 15 | Beatriz Haddad Maia (BRA)   | 2.215  | 27 | 82 | 15 | 88 | ▲ 67 |
| 16 | Petra Kvitová (CZE)         | 2.097  | 19 | 17 | 16 | 34 | ▲ 1  |
| 17 | Anett Kontaveit (EST)       | 2.093  | 16 | 7  | 2  | 17 | ▼ 10 |
| 18 | Jelena Ostapenko (LAT)      | 1.986  | 19 | 28 | 11 | 28 | ▲ 10 |
| 19 | Ekaterina Alexandrova (RUS) | 1.910  | 20 | 33 | 19 | 54 | ▲ 14 |
| 20 | Liudmila Samsonova (RUS)    | 1.910  | 20 | 39 | 19 | 60 | ▲ 19 |

| 1  | Kateřina Siniaková (CZE)       | 6,890 | 12 | 1   | 1  | 4   | ▬     |
| 2  | Veronika Kudermetova (RUS)     | 6,035 | 15 | 14  | 2  | 14  | ▲ 12  |
| 3  | Barbora Krejčíková (CZE)       | 5,937 | 10 | 2   | 2  | 8   | ▼ 1   |
| 4  | Coco Gauff (USA)               | 5,360 | 15 | 21  | 1  | 26  | ▲ 17  |
| 5  | Elise Mertens (BEL)            | 5,310 | 16 | 4   | 1  | 9   | ▼ 1   |
| 6  | Jessica Pegula (USA)           | 5,160 | 16 | 50  | 3  | 51  | ▲ 44  |
| 7  | Gabriela Dabrowski (CAN)       | 4,740 | 21 | 7   | 4  | 11  | ▬     |
| 8  | Giuliana Olmos (MEX)           | 4,650 | 23 | 18  | 7  | 22  | ▲ 10  |
| 9  | Liudmila Kicenok (UKR)         | 4,300 | 22 | 38  | 9  | 40  | ▲ 29  |
| 10 | Storm Sanders (AUS)            | 4,265 | 15 | 30  | 8  | 30  | ▲ 20  |
| 11 | Anna Danilina (KAZ)            | 4,220 | 33 | 83  | 11 | 75  | ▲ 72  |
| 12 | Yang Zhaoxuan (CHN)            | 4,180 | 21 | 48  | 11 | 75  | ▲ 36  |
| 13 | Beatriz Haddad Maia (BRA)      | 4,150 | 20 | 481 | 13 | 485 | ▲ 468 |
| 14 | Jelena Ostapenko (LAT)         | 4,020 | 17 | 23  | 7  | 30  | ▲ 9   |
| 15 | Xu Yifan (CHN)                 | 3,975 | 21 | 37  | 15 | 58  | ▲ 22  |
| 16 | Desirae Krawczyk (USA)         | 3,805 | 24 | 17  | 10 | 21  | ▲ 1   |
| 17 | Demi Schuurs (NED)             | 3,685 | 19 | 11  | 10 | 21  | ▼ 6   |
| 18 | Kristina Mladenovic (FRA)      | 3,650 | 11 | 24  | 12 | 232 | ▲ 6   |
| 19 | Nicole Melichar-Martinez (USA) | 3,645 | 19 | 12  | 9  | 37  | ▼ 7   |
| 20 | Ellen Perez (AUS)              | 3,460 | 20 | 42  | 15 | 50  | ▲ 22  |

## Distribuția punctelor
| Categorie               | C     | F     | SF   | QF                                                         | R16                                                        | R32                                                        | R64                                                        | R128                                                       | Q                                                          | Q3                                                         | Q2                                                         | Q1                                                         |
| Grand Slam (S)          | 2000  | 1300  | 780  | 430                                                        | 240                                                        | 130                                                        | 70                                                         | 10                                                         | 40                                                         | 30                                                         | 20                                                         | 2                                                          |
| Grand Slam (D)          | 2000  | 1300  | 780  | 430                                                        | 240                                                        | 130                                                        | 10                                                         | –                                                          | 40                                                         | –                                                          | –                                                          | –                                                          |
| WTA Finals (S)          | 1500* | 1080* | 750* | (+125 per meci Round Robin; +125 per victorie Round Robin) | (+125 per meci Round Robin; +125 per victorie Round Robin) | (+125 per meci Round Robin; +125 per victorie Round Robin) | (+125 per meci Round Robin; +125 per victorie Round Robin) | (+125 per meci Round Robin; +125 per victorie Round Robin) | (+125 per meci Round Robin; +125 per victorie Round Robin) | (+125 per meci Round Robin; +125 per victorie Round Robin) | (+125 per meci Round Robin; +125 per victorie Round Robin) | (+125 per meci Round Robin; +125 per victorie Round Robin) |
| WTA Finals (D)          | 1500  | 1080  | 750  | 375                                                        | –                                                          | –                                                          | –                                                          | –                                                          | –                                                          | –                                                          | –                                                          | –                                                          |
| WTA 1000 (96S)          | 1000  | 650   | 390  | 215                                                        | 120                                                        | 65                                                         | 35                                                         | 10                                                         | 30                                                         | –                                                          | 20                                                         | 2                                                          |
| WTA 1000 (64/60S)       | 1000  | 650   | 390  | 215                                                        | 120                                                        | 65                                                         | 10                                                         | –                                                          | 30                                                         | –                                                          | 20                                                         | 2                                                          |
| WTA 1000 (28/32D)       | 1000  | 650   | 390  | 215                                                        | 120                                                        | 10                                                         | –                                                          | –                                                          | –                                                          | –                                                          | –                                                          | –                                                          |
| WTA 1000 (56S, 48Q/32Q) | 900   | 585   | 350  | 190                                                        | 105                                                        | 60                                                         | 1                                                          | –                                                          | 30                                                         | -                                                          | 20                                                         | 1                                                          |
| WTA 1000 (28D)          | 900   | 585   | 350  | 190                                                        | 105                                                        | 1                                                          | –                                                          | –                                                          | –                                                          | –                                                          | –                                                          | –                                                          |
| WTA 500 (64/56S)        | 470   | 305   | 185  | 100                                                        | 55                                                         | 30                                                         | 1                                                          | –                                                          | 25                                                         | –                                                          | 13                                                         | 1                                                          |
| WTA 500 (32/30/28S)     | 470   | 305   | 185  | 100                                                        | 55                                                         | 1                                                          | –                                                          | –                                                          | 25                                                         | 18                                                         | 13                                                         | 1                                                          |
| WTA 500 (28D)           | 470   | 305   | 185  | 100                                                        | 55                                                         | 1                                                          | –                                                          | –                                                          | –                                                          | –                                                          | –                                                          | –                                                          |
| WTA 500 (16D)           | 470   | 305   | 185  | 100                                                        | 1                                                          | –                                                          | –                                                          | –                                                          | –                                                          | –                                                          | –                                                          | –                                                          |
| WTA Elite Trophy (S)    | 700*  | 440*  | 240* | (+40 per meci Round Robin; +80 per victorie Round Robin)   | (+40 per meci Round Robin; +80 per victorie Round Robin)   | (+40 per meci Round Robin; +80 per victorie Round Robin)   | (+40 per meci Round Robin; +80 per victorie Round Robin)   | (+40 per meci Round Robin; +80 per victorie Round Robin)   | (+40 per meci Round Robin; +80 per victorie Round Robin)   | (+40 per meci Round Robin; +80 per victorie Round Robin)   | (+40 per meci Round Robin; +80 per victorie Round Robin)   | (+40 per meci Round Robin; +80 per victorie Round Robin)   |
| WTA 250 (32S, 32Q)      | 280   | 180   | 110  | 60                                                         | 30                                                         | 1                                                          | –                                                          | –                                                          | 18                                                         | 14                                                         | 10                                                         | 1                                                          |
| WTA 250 (32S, 24/16Q)   | 280   | 180   | 110  | 60                                                         | 30                                                         | 1                                                          | –                                                          | –                                                          | 18                                                         | –                                                          | 12                                                         | 1                                                          |
| WTA 250 (28D)           | 280   | 180   | 110  | 60                                                         | 30                                                         | 1                                                          | -                                                          | –                                                          | –                                                          | –                                                          | –                                                          | –                                                          |
| WTA 250 (16D)           | 280   | 180   | 110  | 60                                                         | 1                                                          | –                                                          | –                                                          | –                                                          | –                                                          | –                                                          | –                                                          | –                                                          |

S = simplu, D = dublu, Q = calificare.

* Presupune recordul neînvins al meciului Round Robin.

## Cele mai mari premii în bani în 2022
| Premii în US$ la data de 14 noiembrie 2022 | Premii în US$ la data de 14 noiembrie 2022 | Premii în US$ la data de 14 noiembrie 2022 | Premii în US$ la data de 14 noiembrie 2022 | Premii în US$ la data de 14 noiembrie 2022 | Premii în US$ la data de 14 noiembrie 2022 |
| #                                          | Jucătoare                                  | Simplu                                     | Dublu                                      | Dublu mixt                                 | Total în 2022                              |
| ------------------------------------------ | ------------------------------------------ | ------------------------------------------ | ------------------------------------------ | ------------------------------------------ | ------------------------------------------ |
| 1.                                         | Iga Świątek (POL)                          | $9,875,525                                 | $0                                         | $0                                         | $9,875,525                                 |
| 2.                                         | Ons Jabeur (TUN)                           | $4,976,594                                 | $20,475                                    | $0                                         | $4,997,069                                 |
| 3.                                         | Caroline Garcia (FRA)                      | $3,353,354                                 | $375,963                                   | $0                                         | $3,729,317                                 |
| 4.                                         | Elena Rîbakina (KAZ)                       | $3,570,968                                 | $42,472                                    | $0                                         | $3,613,440                                 |
| 5.                                         | Jessica Pegula (USA)                       | $3,165,252                                 | $434,293                                   | $12,171                                    | $3,611,716                                 |
| 6.                                         | Coco Gauff (USA)                           | $2,541,338                                 | $490,618                                   | $19,997                                    | $3,051,953                                 |
| 7.                                         | Maria Sakkari (GRE)                        | $2,464,204                                 | $17,215                                    | $0                                         | $2,481,419                                 |
| 8.                                         | Arina Sabalenka (BLR)                      | $2,431,495                                 | $29,825                                    | $0                                         | $2,461,320                                 |
| 9.                                         | Ashleigh Barty (AUS)                       | $2,271,220                                 | $18,100                                    | $0                                         | $2,289,320                                 |
| 10.                                        | Simona Halep (ROM)                         | $2,240,117                                 | $13,080                                    | $0                                         | $2,253,197                                 |

## Retrageri
Urmează o listă a jucătorelor notabile (câștigătoare a unui titlu de turneu principal și/sau parte a Top 100 din clasamentul WTA la simplu sau primii 100 la dublu, timp de cel puțin o săptămână) care și-au anunțat retragerea din tenisul profesionist, au devenit inactive (după ce nu au jucat mai mult de 52 de săptămâni) sau au fost interziși definitiv să joace, în sezonul 2022: 

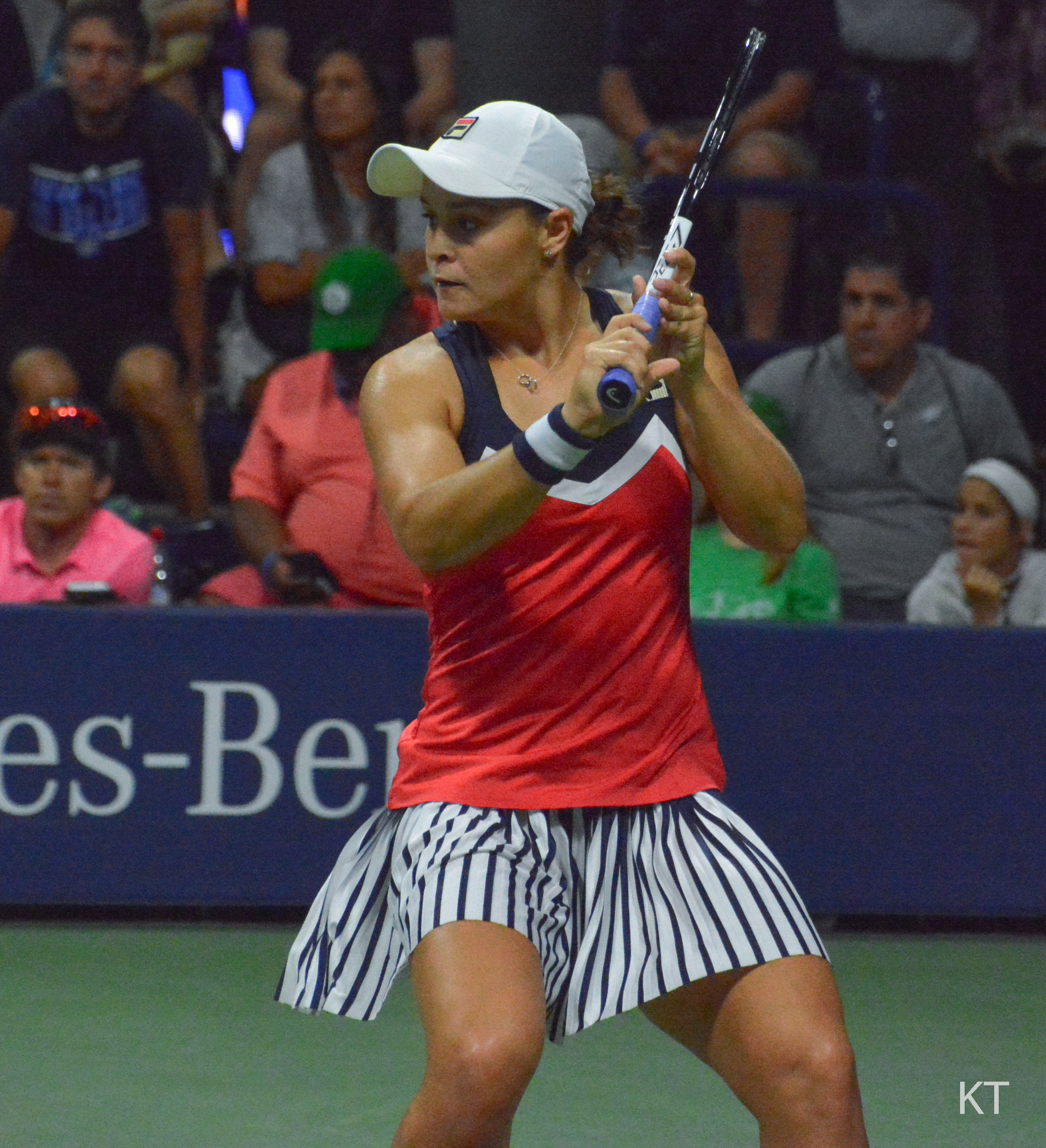
Ashleigh Barty și-a anunțat retragerea când era Nr. 1 mondial.

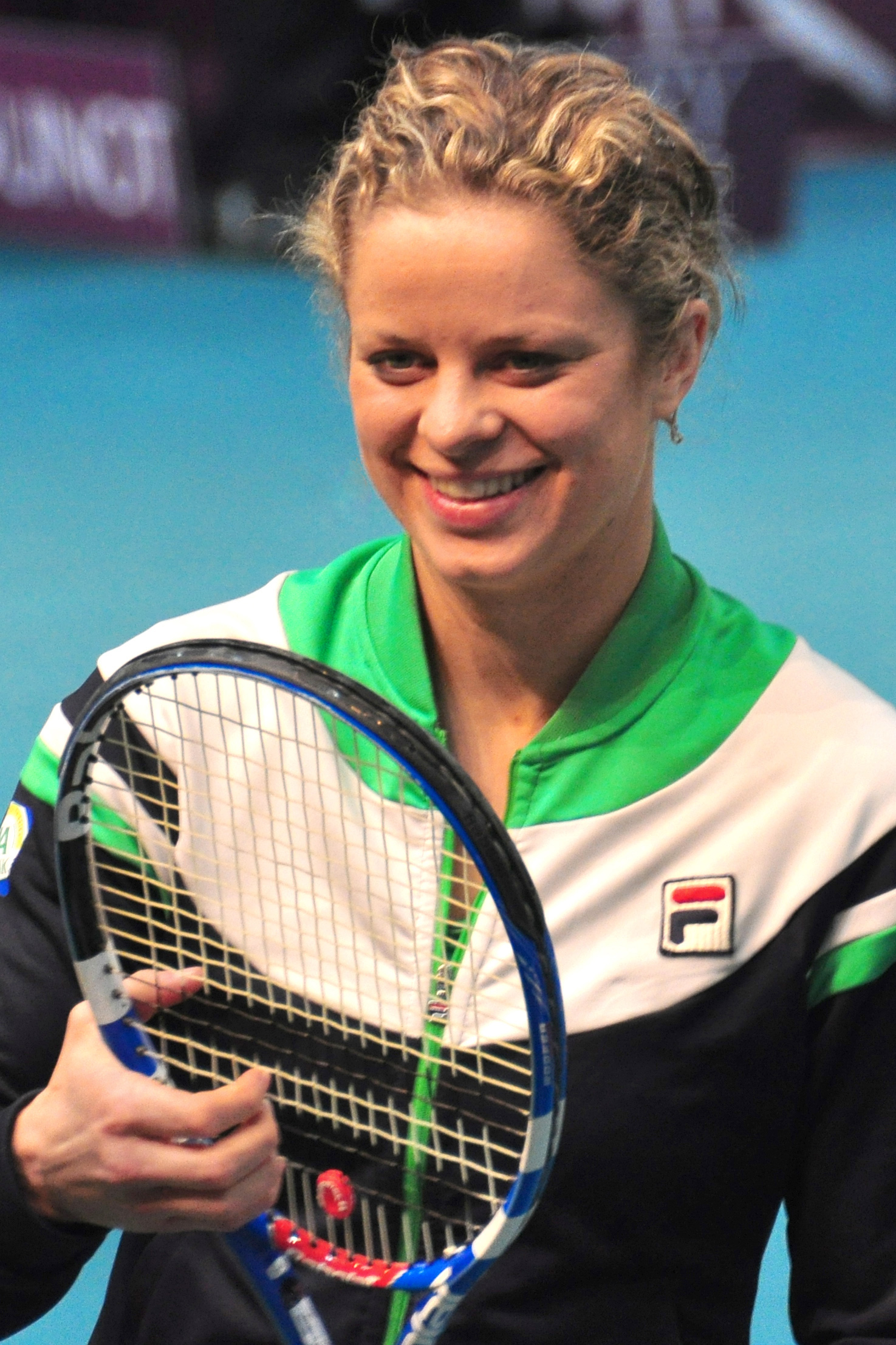
Kim Clijsters, fostă nr.1 mondial la simplu și la dublu

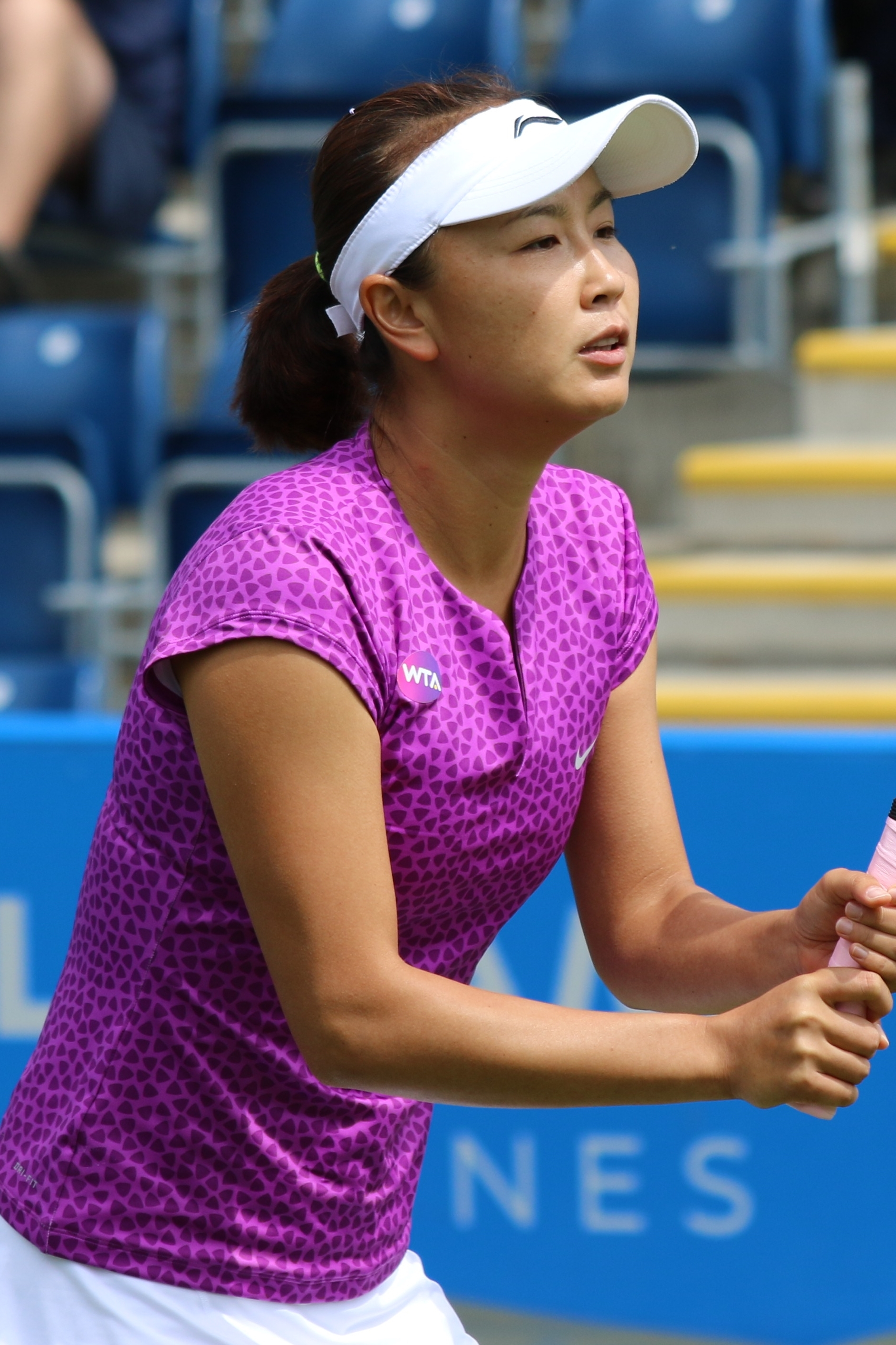
Peng Shuai, fostă nr.1 mondial la dublu

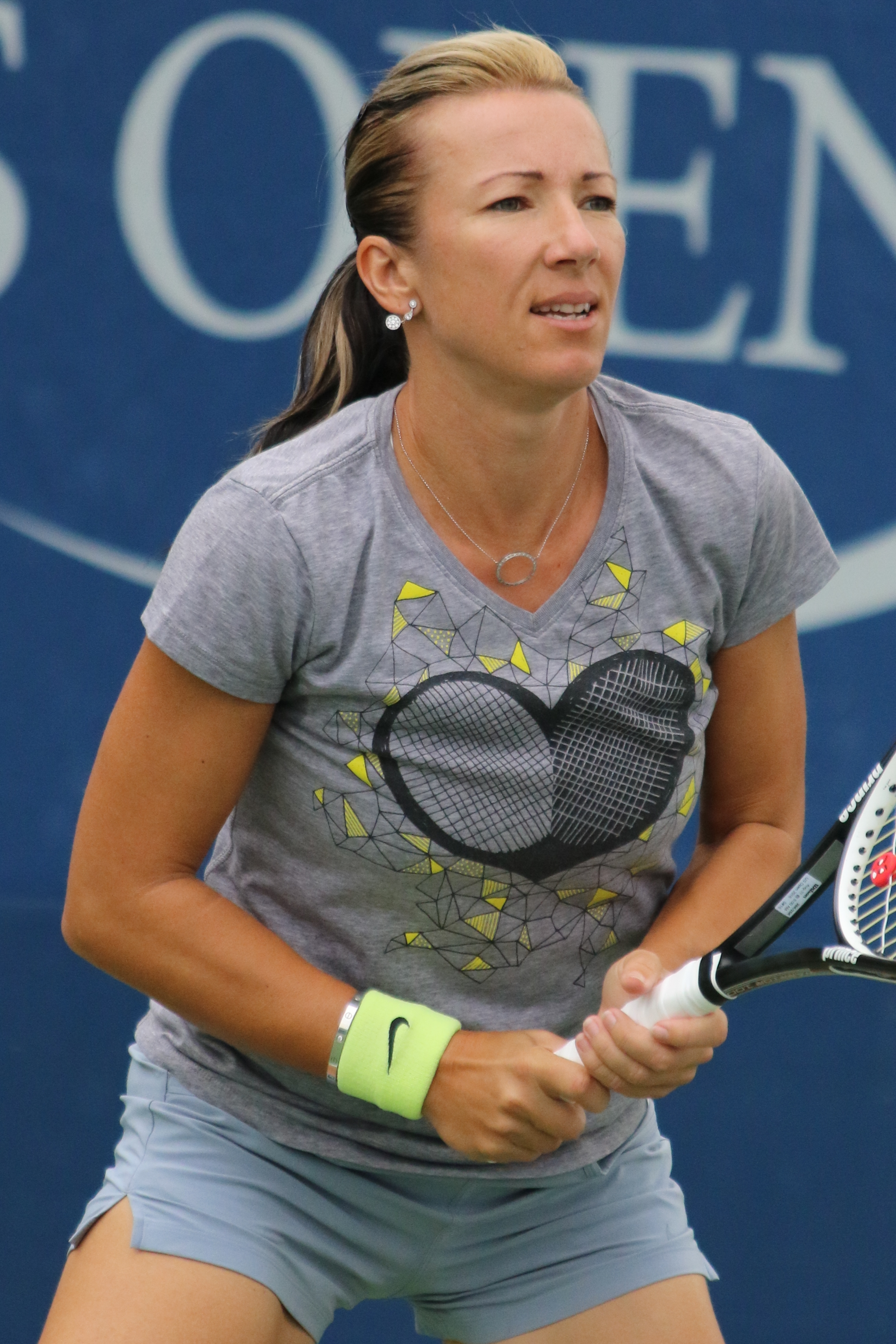
Květa Peschke, fostă nr.1 mondial la dublu

- Ashleigh Barty (n. 24 aprilie 1996, Australia) a devenit jucătoare profesionistă în 2010. Numărul 2 mondial la juniori, Barty a câștigat titlul la simplu pentru fete la Campionatele de la Wimbledon din 2011 și a concurat în Turul WTA din 2012 până în 2014, concentrându-se în principal pe jocul la dublu. În parteneriat cu Casey Dellacqua, Barty a fost finalistă la trei turnee de Grand Slam – Australian Open 2013, Wimbledon 2013 și US Open 2013 – a câștigat două titluri WTA la dublu și a ajuns pe locul 12 mondial la 21 octombrie 2013. Cel mai înalt clasament al ei la simplu a fost numărul 129 mondial, atins la 30 septembrie 2013. La sfârșitul sezonului 2014, Barty a anunțat că va „face o pauză” de la tenis, invocând epuizare, și s-a concentrat pe cricket timp de doi ani, jucând pentru Brisbane Heat în WBBL. Ea și-a anunțat revenirea în tenis în februarie 2016 și a început să-și facă progrese în 2017. A câștigat primul titlu WTA la simplu la Malaysian Open 2017 și a câștigat mai multe titluri la dublu la nivelul WTA 1000. În 2018 a câștigat primul ei titlu de Grand Grand, la US Open 2018, în parteneriat cu CoCo Vandeweghe. Barty a început să facă pași mari în jocul său de simplu la începutul anului 2019, câștigând titlul la simplu la Miami Open 2019, un eveniment WTA 1000, înainte de a câștiga titlul de Grand Slam la Openul Francez din 2019. Barty va urca pe locul 1 mondial pentru prima dată la 24 iunie 2019 și se va menține în această poziție continuu din 9 septembrie 2019 până la data retragerii ei. În total, Barty a câștigat 16 titluri de simplu în WTA Tour – inclusiv alte două titluri de Grand Slam la Campionatele de la Wimbledon 2021 și la Australian Open 2022, devenind prima jucătoare australiană care a câștigat șlemul acasă de la Chris O'Neil în 1978 și Finala WTA 2019 – și a câștigat un total de 12 titluri la dublu în WTA Tour, ajungând la dublu pe locul 5 mondial, la 21 mai 2018. Barty va fi Nr.1 mondial un total de 120 de săptămâni, a șaptea perioadă ca lungime din istorie; 113 dintre aceste săptămâni au fost consecutive, ceea ce o situează pe locul 5 ca perioadă consecutivă, la egalitate cu Chris Evert. Barty și-a anunțat retragerea la 23 martie 2022, invocând lipsa dorinței de a concura, devenind a doua jucătoare care se retrage ca numărul 1 mondial, după Justine Henin în 2008.[11]
- Kristie Ahn (n. 15 iunie 1992, New York, Statele Unite) a devenit jucătoare profesionistă în mai 2008, și a ajuns pe locul 87 mondial, la 30 septembrie 2019 în clasamentul de simplu; la dublu, a ajuns pe locul 199, la 24 aprilie 2017. A câștigat șapte titluri de simplu la Turul ITF. Pe circuitul ITF a câștigat și două titluri de dublu. Cel mai bun rezultat al ei la un turneu de Grand Slam a fost un clasament în runda a patra la US Open 2019, învingându-le pe Svetlana Kuznetsova și Jeļena Ostapenko înainte de a pierde în fața Elise Mertens. Ahn și-a anunțat retragerea la 5 martie 2022 pe Instagram.[12]
- Lara Arruabarrena (n. 20 martie 1992, Tolosa, Spania) a devenit jucătoare profesionistă în 2007 și a ajuns pe locul 52 mondial la 3 iulie 2017 în clasamentul de simplu; la dublu, a ajuns pe locul 199 la 28 februarie 2016. A câștigat două titluri la simplu și opt la dublu în Circuitul WTA. Arruabarrena și-a anunțat retragerea din tenis în august 2022.[13]
- Catherine "CiCi" Bellis (n. 8 aprilie 1999, San Francisco, Statele Unite) a devenit jucătoare profesionistă în septembrie 2016. Cea mai înaltă poziție în clasamentul WTA la simplu este locul 35 mondial, atins la 14 august 2017. Ea a câștigat un titlu WTA 125 la simplu la Hawaii Open 2016 și, de asemenea, a câștigat șapte titluri ITF la simplu; ea a câștigat două titluri de dublu pe circuitul ITF, ajungând pe locul 149 în cariera la dublu, la 17 iulie 2017. La Grand Slams, ea a ajuns în turul trei al US Open 2016, French Open 2017 și Australian Open 2020, și a ajuns în sferturile de finală ale Campionatului de la Wimbledon din 2017 la dublu. După o carieră afectată de accidentări, Bellis și-a anunțat retragerea la 20 ianuarie 2022.[14]
- Kim Clijsters (n. 8 iunie 1983, Bilzen, Belgia) a devenit jucătoare profesionistă în august 1997. Fostă numărul 1 mondial atât la simplu, cât și la dublu, ea a ajuns pe locul 1 la simplu pentru prima dată la 11 august 2003 și la dublu la 4 august 2003. Clijsters a cunoscut un succes rapid în Turul WTA după ce a devenit profesionistă, ajungând în finale de Grand Slam la French Open din 2001 și 2003, US Open din 2003 și Australian Open din 2004, câștigând 34 de titluri de simplu, inclusiv un titlu inaugural de Grand Slam la US Open 2005. Ea s-a retras în 2007 în urma unei serii de accidentări, înainte de a reveni în 2009 după nașterea fiicei sale. A câștigat al doilea turneu de Grand Slam fără să fir cap de serie la US Open 2009, al treilea turneu jucat după revenire, înainte de a câștiga alte turnee de Grand Slam: US Open 2010 și Australian Open 2011, revenind în clasament nr. 1 mondial la 14 februarie 2011. S-a retras pentru a doua oară în septembrie 2012 din cauza accidentărilor, apoi și-a anunțat revenirea în 2020. Într-o perioadă de timp afectată de accidentări și de pandemia de COVID-19, Clijsters a jucat și a pierdut cinci meciuri, înainte de a o anunța retragerea definitivă la 12 aprilie 2022. În total, Clijsters a câștigat 41 de titluri WTA Tour la simplu, inclusiv trei titluri la Campionatele WTA Tour din 2002, 2003 și 2010 și șapte titluri WTA 1000 și, de asemenea, a câștigat 11 titluri WTA la dublu, inclusiv două titluri de Grand Slam la French Open 2003 și la Wimbledon 2003, în parteneriat cu Ai Sugiyama. A condus Belgia la titlul Fed Cup din 2001 alături de Justine Henin; acesta este, până în prezent, singurul titlu al Belgiei la Fed Cup. Clijsters a fost inclusă în Internațional Tenis Hall of Fame în 2017.[15]
- Kirsten Flipkens a anunțat că turneul de la Wimbledon va fi ultimul turneu de simplu din cariera ei.[16][17][18]
- Jelena Janković (n. 28 februarie 1985, Belgrad, Iugoslavia) a devenit jucătoare profesionistă în 2000. Fostă numărul 1 mondial la simplu, Janković a ajuns pentru prima dată pe prima poziție în august 2008 pe care a deținut-o timp de 18 săptămâni în total. La dublu, cea mai înaltă poziție a fost locul 19 mondial, în iunie 2014. Una dintre cele mai de succes jucătoare ale epocii ei, Janković a câștigat 15 titluri de simplu în Circuitul WTA, inclusiv șase la nivelul WTA 1000; ea a câștigat, de asemenea, două titluri la dublu în Circuitul WTA. La nivel de Grand Slam, Janković a ajuns la o finală de simplu, la US Open 2008, și a intrat în a doua săptămână în alte 21 de ocazii. A câștigat titlul de dublu mixt la Campionatele de la Wimbledon din 2007, alături de Jamie Murray. Janković a jucat ultimul ei meci competitiv în 2017, luând o pauză prelungită din cauza unei accidentări severe la spate. În ciuda revenirii provizorii în 2020, alături de compatriotul Novak Djokovic într-un meci de dublu mixt, Janković nu s-a întors la Circuitul WTA și, în cele din urmă, și-a anunțat retragerea în 2022. Într-un interviu, Janković a declarat că s-a retras din cauza accidentărilor continue și, de asemenea, pentru că simțea că nu poate echilibra o carieră profesionistă de tenis cu maternitatea.[19]
- Jovana Jović (n. 30 septembrie 1993, Belgrad, Iugoslavia) a devenit jucătoare profesionistă în iunie 2009. Jović  ajuns la o finală de simplu WTA în cariera sa, la Monterrey Open 2014 și a câștigat 17 titluri de simplu pe circuitul ITF; ea a ajuns pe locul 102 în clasament la simplu la 12 mai 2014. A câștigat patru titluri la dublu pe circuitul ITF, atingând locul 204 la nivel mondial la 31 iulie 2017. Jović și-a anunțat retragerea la 5 martie 2022, la un an după ce a jucat ultimul meci competitiv, începând o carieră ca antrenoare de tenis.[20]
- Cornelia Lister (b. 26 mai 1994, Oslo, Norvegia) a devenit jucătoare profesionistă în noiembrie 2010. Lister a câștigat un titlu de simplu pe circuitul ITF, ajungând pe locul 383 în lume, la 7 mai 2018. Cunoscută pentru talentul ei la dublu, Lister a câștigat un titlu de dublu WTA Tour, la Palermo International 2019 și 25 de titluri ITF la dublu, ajungând pe locul 72 în clasamentul de dublu la 3 februarie 2020. Lister și-a anunțat retragerea la 10 ianuarie 2022, invocând lipsa de motivație și de dorința de a concura.[21]
- Peng Shuai (n. 8 ianuarie 1986, Xiangtan, China) a devenit jucătoare profesionistă în iunie 2001. Cea mai înaltă poziție în clasamentul WTA la simplu este locul 14 mondial realizat la 22 august 2011, iar la dublu a fost nr.1 mondial (17 februarie 2014). Ea a câștigat două titluri WTA la simplu și a ajuns în semifinalele US Open 2014. În plus, Peng a câștigat 23 de titluri la dublu, inclusiv două de Grand Slam, la Campionatele de la Wimbledon din 2013 și la Openul Francez din 2014, ambele în parteneriat cu Hsieh Su-wei. În noiembrie 2021, Peng a făcut o acuzație de agresiune sexuală împotriva politicianului chinez Zhang Gaoli pe Weibo și, ulterior, a dispărut din ochii publicului, postarea ei fiind supusă cenzurii generale în China. În februarie 2022, într-un interviu acordat publicației franceze L'Équipe, realizat în prezența oficialilor Comitetului Olimpic Chinez, Peng și-a retras acuzația de agresiune sexuală, descriind evenimentele drept o „neînțelegere”. Ea și-a anunțat, de asemenea, retragerea din sport la încheierea Jocurilor Olimpice de iarnă din 2022, invocând rănile și pandemia de COVID-19 în curs de desfășurare drept motive pentru decizia ei.[22]
- Květa Peschke (n. 9 iulie 1975, Bílovec, Cehoslovacia) a devenit jucătoare profesionistă în aprilie 1993 și a ajuns pe locul 26 mondial la simplu, la 7 noiembrie 2005. La dublu a fost numărul 1 mondial, atingând pentru prima dată această poziție la 4 iulie 2011.  Peschke a câștigat un titlu WTA la simplu, la Makarska Open 1998, și a câștigat, de asemenea, 10 titluri la simplu pe circuitul ITF. Ea a ajuns în runda a patra a Campionatului de la Wimbledon din 1999, cel mai bun rezultat al ei la un turneu de Grand Slam la simplu. Peschke a fost cunoscută mai ales pentru abilitățile ei la dublu, câștigând 36 de titluri, inclusiv un titlu de Grand Slam la Campionatele de la Wimbledon din 2011 și șapte titluri la nivelul WTA 1000. Peschke și-a anunțat retragerea la 8 aprilie 2022, jucând ultimul meci la Charleston Open.
- Andrea Petkovic (n. 9 septembrie 1987,  Tuzla, Iugoslavia) a devenit jucătoare profesionistă în 2006 și a ajuns pe locul 9 mondial la simplu în octombrie 2011. Petkovic a câștigat șapte titluri WTA la simplu și un titlu WTA la dublu și de asemenea, a câștigat 9 titluri de simplu și 3 de dublu pe circuitul ITF. Ea a ajuns și în semifinala Openului Francez din 2014, cel mai bun rezultat al ei la un turneu de Grand Slam la simplu. Petkovic și-a anunțat retragerea în august 2022.[23][24]
- Monica Puig (n. 27 septembrie 1993, San Juan, Puerto Rico) a devenit jucătoare profesionistă în 2010 și a ajuns pe locul 27 mondial la simplu, la 26 septembrie 2016; la dublu, cea mai bină clasare a fost locul 210 monfial. Puig a câștigat primul său titlu de simplu WTA Tour la Internationaux de Strasbourg 2014 și a obținut cel mai bun rezultat la un Grand Slam la Campionatele de la Wimbledon din 2013, unde a ajuns în runda a patra. Puig a atins proeminența mondială câștigând o medalie de aur la Jocurile Olimpice de la Rio din 2016, învingând pe primele Garbiñe Muguruza și Angelique Kerber, devenind primul sportiv care a câștigat vreodată o medalie de aur pentru Puerto Rico la Jocurile Olimpice de vară. La 13 iunie 2022, Puig și-a anunțat retragerea din tenis.[25][26]
- Anastasija Sevastova (b. 13 aprilie 1990, Liepāja, URSS, astăzi Letonia) a devenit jucătoare profesionistă în aprilie 2006.  Cunoscută ca o minune a juniorilor, Sevastova a urcat rapid în clasament, ajungând pe locul 36 în lume în februarie 2011, câștigând primul ei titlu la Estoril Open 2010 și ajungând în runda a patra a Australian Open 2011. În ciuda acestui fapt, ea s-a retras în mai 2013 din cauza unei serii de accidente și depresie. După o perioadă de recuperare, Sevastova s-a întors în ianuarie 2015 și a cunoscut un nivel crescut de succes. În total, ea a câștigat patru titluri la simplu în WTA Tour, inclusiv unul pe teren propriu la Baltic Open 2019 și a ajuns în finala China Open 2018, un eveniment Premier Obligatoriu; ea a câștigat, de asemenea, 13 titluri la simplu și patru titluri la dublu pe circuitul ITF. Mai târziu în carieră, ea a fost cunoscută pentru succesul său la US Open, ajungând în sferturi de finală în 2016 și 2017 și în semifinale în 2018; ea a ajuns în runda a patra de la Australian Open 2019 și la French Open 2019. Sevastova a ajuns pe locul 11 în lume la 15 octombrie 2018. A anunțat într-un interviu la Latvijas Televīzija, la 3 februarie 2022, că va lua o pauză nedeterminată din sport din cauza accidentărilor și a lipsei de încredere.

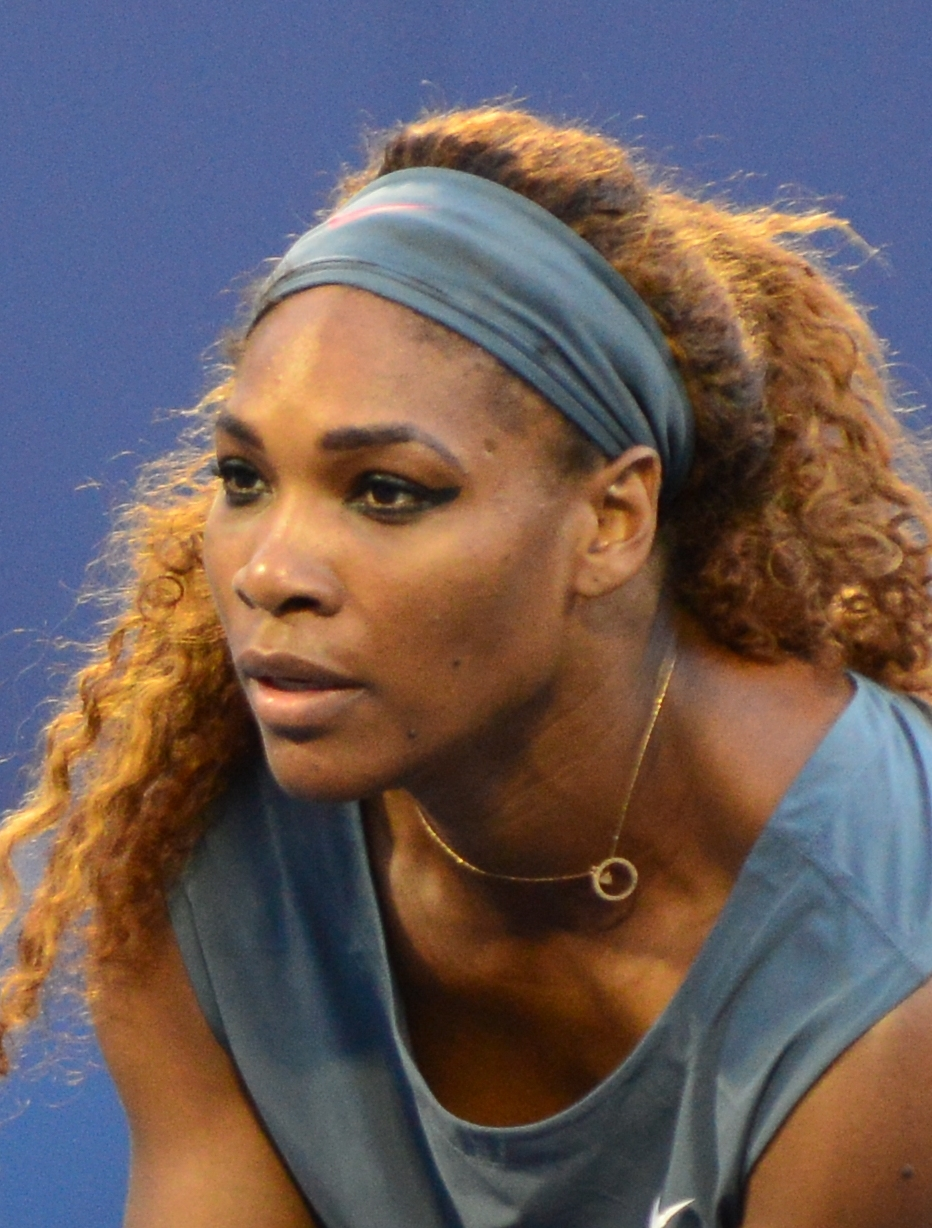
Fostă nr.1 mondial Serena Williams (fotografiată în 2013) a anunțat că se va retrage după US Open 2022.

- Serena Williams (n. 26 septembrie 1981, Saginaw, Michigan) a devenit jucătoare profesionistă în 1995. Williams este fostul număr 1 mondial atât la simplu, cât și la dublu, obținând pentru prima dată titlul la simplu la 8 iulie 2002, deținând această poziție pentru un total de 319 săptămâni, inclusiv 186 săptămâni consecutive între februarie 2013 și septembrie 2016; ea este la egalitate cu Steffi Graf pentru cea mai lungă perioadă consecutivă clasată pe locul 1 în lume. Williams a câștigat 73 de titluri de simplu în turneul WTA, inclusiv 23 de titluri de Grand Slam; Williams deține recordul Open Era pentru cele mai multe titluri de Grand Slam câștigate. Williams a câștigat fiecare Grand Slam de cel puțin trei ori și a câștigat șapte titluri la Australian Open, un record în Era Open. Pe lângă cele 23 de titluri de Grand Slam la simplu, ea a câștigat și o medalie de aur la Jocurile Olimpice de la Londra din 2012, devenind a doua femeie care a câștigat Golden Slam la simplu, după Graf. Din cele 73 de titluri ale ei în WTA Tour la simplu, 23 au fost la nivelul WTA 1000. De remarcat, în 2013, Williams a câștigat 33 de meciuri consecutive; aceasta este a treia serie de victorii ca lungime din secolul XXI, după cele ale lui Venus Williams și Iga Świątek.

O jucătoare de dublu desăvârșită, Williams a câștigat, de asemenea, 23 de titluri la dublu și a devenit jucătorul de dublu numărul 1 mondial la 21 iunie 2010, deținând clasamentul timp de opt săptămâni în total. Williams a câștigat 14 titluri de Grand Slam la dublu, toate împreună cu sora ei, Venus Williams, completând un Grand Slam în carieră la dublu; singurele alte jucătoare de sex feminin care au încheiat un Grand Slam în carieră atât la simplu, cât și la dublu sunt Court și  Martina Navratilova. Williams a câștigat, de asemenea, trei medalii olimpice de aur la dublu, la Jocurile Olimpice din 2000, 2008 și 2012, devenind cea mai decorată jucătoare de tenis din istorie alături de sora ei, Venus Williams.  Williams este singurul jucător de tenis, bărbat sau femeie, care a finalizat Cariera Golden Slam atât la simplu, cât și la dublu. Williams a câștigat, de asemenea, două titluri de Grand Slam la dublu mixt, la Campionatele de la Wimbledon din 1998 și la US Open din 1998, și a ajuns în alte două finale de dublu mixt, la Openul Francez din 1998 și la Australian Open 1999. Williams este considerată cel mai mare concurent din istoria tenisului feminin și unul dintre cei mai mari jucători de tenis din toate timpurile, indiferent de sex.  Williams a anunțat într-un interviu pentru Vogue că se va retrage după US Open 2022, invocând accidentările în curs și dorința de a se îndepărta de tenis în viitoarea ei carieră. Cariera ei s-a încheiat în urma unei înfrângeri în runda a treia în fața lui Ajla Tomljanović; Williams a învins-o pe numărul 2 mondial, Anett Kontaveit, în runda a doua, devenind jucătoarea cu cel mai jos rang care a învins vreodată un adversar din top trei.

## Reveniri
- Marta Domachowska (n. 16 ianuarie 1986): Domachowska a declarat în timpul unui interviu pentru presa poloneză că plănuiește să joace mai multe turnee profesioniste. Singura problemă este că trebuie să notifice WTA și ITF această decizie cu 6 luni înainte de a se întoarce. În acest caz, ne putem aștepta ca Domachowska să revină la turneu în jurul lunii martie. Ea a spus că tratează această întoarcere ca pe o distracție și o dorință de a simți adrenalină.[28]
- Yanina Wickmayer( n. 20 octombrie 1989)